# Open di Francia 2012
L'Open di Francia 2012 (conosciuto anche come Roland Garros) è stato un torneo di tennis giocato sulla terra rossa. È stata la 111ª edizione dell'Open di Francia, e la seconda prova del Grande Slam dell'anno. Si è giocato allo Stade Roland Garros di Parigi, in Francia, dal 27 maggio all'11 giugno 2012. I detentori del titolo del singolare maschile e femminile erano rispettivamente lo spagnolo Rafael Nadal e la cinese Li Na. Nadal ha conservato il titolo vincendolo per la terza volta consecutiva, la settima in totale superando così il record di Björn Borg, battendo in finale la testa di serie numero 1 Novak Đoković. In campo femminile il titolo è andato a Marija Šarapova che ha battuto in finale l'italiana Sara Errani, già vincitrice del torneo di doppio femminile in coppia con Roberta Vinci.

## Sommario
Lo spagnolo Rafael Nadal si è aggiudicato il titolo. Il numero 2 del seeding, ha debuttato contro l'italiano Simone Bolelli. Nel secondo turno ha battuto l'uzbeko Denis Istomin. Nel turno successivo ha sconfitto il qualificato Eduardo Schwank con il punteggio di 6–1, 6–3, 6–4. Negli ottavi di finale ha avuto la meglio sull'argentino Juan Mónaco sconfitto per 6–2, 6–0, 6–0. Nei quarti di finale ha affrontato e battuto il connazionale Nicolás Almagro 7–6(4), 6–2, 6–3. In semifinale ha battuto il numero 6 del mondo David Ferrer con il punteggio di 6–2, 6–2, 6–1. Nella finale sul Philippe Chatrier ha battuto il serbo Novak Đoković 6–4, 6–3, 2–6, 7–5.
La russa Marija Šarapova ha vinto la Coppa Suzanne Lenglen partendo come nº 2 del seeding. Nel 1º turno ha battuto la romena Alexandra Cadanțu con il punteggio di 6–0, 6–0. Nel 2º turno ha sconfitto Ayumi Morita 6–1, 6–1. Nel turno successivo ha avuto la meglio su Peng Shuai che ha sconfitto per 6–2, 6–1. Negli ottavi di finale ha battuto la ceca: Klára Koukalová con il punteggio di 6–4, 6(5)–7, 6–2. Nei quarti di finale ha affrontato la numero 23 del mondo Kaia Kanepi che ha sconfitto per 6–2, 6–3. In semifinale ha vinto su Petra Kvitová con il punteggio di 6–3, 6–3. In finale ha sconfitto Sara Errani in due set con il punteggio di 6–3, 6–2. Marija Šarapova vincendo questo torneo completa il Career Grande Slam.

## Qualificazioni e sorteggio
Le qualificazioni si sono svolte fra il 22 e il 25 maggio 2012 in tre turni; si sono qualificati i vincitori del terzo turno:
- Per il singolare maschile: Jesse Levine, Eduardo Schwank, Jürgen Zopp, Andreas Haider-Maurer, Filip Krajinović, Andrej Kuznecov, Igor Sijsling, Horacio Zeballos, João Sousa, Florent Serra, Tommy Haas, Michael Berrer, Miša Zverev, Daniel Muñoz de la Nava, Nicolas Devilder, Rogério Dutra da Silva
- Per il singolare femminile: Kiki Bertens, Latisha Chan, Jaroslava Švedova, Alexa Glatch, Heather Watson, Eva Birnerová, Dinah Pfizenmaier, Heidi El Tabakh, Lauren Davis, Lara Arruabarrena, Karolína Plíšková, Shuai Zhang

Le wildcard sono state assegnate a:
- Per il singolare maschile: Brian Baker, Arnaud Clément, Jonathan Dasnières de Veigy, Lleyton Hewitt, Adrian Mannarino, Paul-Henri Mathieu, Éric Prodon, Guillaume Rufin.
- Per il singolare femminile: Ashleigh Barty, Claire Feuerstein, Caroline Garcia, Victoria Larrière, Kristina Mladenovic, Melanie Oudin, Irena Pavlović, Aravane Rezaï.

Il sorteggio dei tabelloni principali si è svolto il 25 maggio 2012. Le teste di serie nº1 dei singolari sono state Novak Đoković e Viktoryja Azaranka.

## Programma del torneo
Il torneo si svolge in 15 giornate divise in due settimane.

## Tennisti partecipanti ai singolari

### Singolare maschile
- Singolare maschile

| Campione                  | Campione                  | Finalista                   | Finalista               |
| ------------------------- | ------------------------- | --------------------------- | ----------------------- |
| Rafael Nadal (2)          | Rafael Nadal (2)          | Novak Đoković (1)           | Novak Đoković (1)       |
| Semifinalisti             |                           |                             |                         |
| David Ferrer (6)          | David Ferrer (6)          | Roger Federer (3)           | Roger Federer (3)       |
| Eliminati ai quarti       |                           |                             |                         |
| Jo-Wilfried Tsonga (5)    | Juan Martín del Potro (9) | Andy Murray (4)             | Nicolás Almagro (12)    |
| Eliminati nel 4º turno    |                           |                             |                         |
| Andreas Seppi (22)        | Stan Wawrinka (18)        | David Goffin                | Tomáš Berdych (7)       |
| Marcel Granollers (20)    | Richard Gasquet (17)      | Janko Tipsarević (8)        | Juan Mónaco (13)        |
| Eliminati nel 3º turno    |                           |                             |                         |
| Nicolas Devilder          | Fernando Verdasco (14)    | Gilles Simon (11)           | Fabio Fognini           |
| Nicolas Mahut             | Łukasz Kubot              | Marin Čilić (21)            | Kevin Anderson (31)     |
| Michail Južnyj (27)       | Paul-Henri Mathieu        | Tommy Haas                  | Santiago Giraldo        |
| Julien Benneteau (29)     | Leonardo Mayer            | Milos Raonic (21)           | Eduardo Schwank         |
| Eliminati nel 2º turno    |                           |                             |                         |
| Blaž Kavčič               | Michael Berrer            | Michail Kukuškin            | Gilles Müller           |
| Brian Baker               | Pablo Andújar             | Viktor Troicki (28)         | Cedrik-Marcel Stebe     |
| Adrian Ungur              | Martin Kližan             | Arnaud Clément              | Florent Serra           |
| Édouard Roger-Vasselin    | Juan Carlos Ferrero       | Horacio Zeballos            | Michaël Llodra          |
| Benoît Paire              | Robin Haase               | Malek Jaziri                | John Isner (10)         |
| Serhij Stachovs'kyj       | Grigor Dimitrov           | Bernard Tomić (25)          | Jarkko Nieminen         |
| Jérémy Chardy             | Dmitrij Tursunov          | Philipp Kohlschreiber (24)  | Marcos Baghdatis        |
| Lukáš Rosol               | Jesse Levine              | Florian Mayer (32)          | Denis Istomin           |
| Eliminati nel 1º turno    |                           |                             |                         |
| Potito Starace            | Lleyton Hewitt            | Filip Krajinović            | Jürgen Melzer (30)      |
| Nikolaj Davydenko         | Ernests Gulbis            | Igor Sijsling               | Steve Darcis            |
| Ryan Harrison             | Xavier Malisse            | Victor Hănescu              | Flavio Cipolla          |
| Thomaz Bellucci           | Adrian Mannarino          | João Souza                  | Andrej Kuznecov         |
| Tobias Kamke              | David Nalbandian          | Frank Dancevic              | Andy Roddick (26)       |
| Radek Štěpánek (23)       | Alex Bogomolov Jr.        | Karol Beck                  | Feliciano López (15)    |
| Albert Montañés           | Vasek Pospisil            | Jonathan Dasnières de Veigy | Daniel Muñoz de la Nava |
| Rui Machado               | Éric Prodon               | Guillermo García López      | Dudi Sela               |
| Lukáš Lacko               | Albert Ramos Viñolas      | Ivan Dodig                  | James Blake             |
| João Sousa                | Philipp Petzschner        | Björn Phau                  | Rogério Dutra da Silva  |
| Aleksandr Dolhopolov (16) | Filippo Volandri          | Donald Young                | Jürgen Zopp             |
| Andreas Haider-Maurer     | Alejandro Falla           | Igor' Andreev               | Tatsuma Itō             |
| Sam Querrey               | Lu Yen-hsun               | Gō Soeda                    | Miša Zverev             |
| Matthew Ebden             | Olivier Rochus            | Juan Ignacio Chela          | Paolo Lorenzi           |
| Guillaume Rufin           | Carlos Berlocq            | Benjamin Becker             | Rubén Ramírez Hidalgo   |
| Daniel Gimeno Traver      | Ivo Karlović              | Igor' Kunicyn               | Simone Bolelli          |

### Singolare femminile
- Singolare femminile

| Campionessa             | Campionessa                 | Finalista                     | Finalista                    |
| ----------------------- | --------------------------- | ----------------------------- | ---------------------------- |
| Marija Šarapova (2)     | Marija Šarapova (2)         | Sara Errani (21)              | Sara Errani (21)             |
| Semifinaliste           |                             |                               |                              |
| Petra Kvitová (4)       | Petra Kvitová (4)           | Samantha Stosur (6)           | Samantha Stosur (6)          |
| Eliminate ai quarti     |                             |                               |                              |
| Dominika Cibulková (15) | Angelique Kerber (10)       | Jaroslava Švedova             | Kaia Kanepi (23)             |
| Eliminate nel 4º turno  |                             |                               |                              |
| Viktoryja Azaranka (1)  | Sloane Stephens             | Svetlana Kuznecova (26)       | Petra Martić                 |
| Li Na (7)               | Varvara Lepchenko           | Arantxa Rus                   | Klára Koukalová              |
| Eliminate nel 3º turno  |                             |                               |                              |
| Aleksandra Wozniak      | María José Martínez Sánchez | Mathilde Johansson            | Nadia Petrova (27)           |
| Agnieszka Radwańska (3) | Ana Ivanović (13)           | Flavia Pennetta (18)          | Anabel Medina Garrigues (29) |
| Christina McHale        | Carla Suárez Navarro        | Francesca Schiavone (14)      | Nina Bratčikova              |
| Julia Görges (25)       | Caroline Wozniacki (9)      | Anastasija Pavljučenkova (22) | Peng Shuai (28)              |
| Eliminate nel 2º turno  |                             |                               |                              |
| Dinah Pfizenmaier       | Zheng Jie (31)              | Lucie Šafářová (20)           | Vania King                   |
| Bethanie Mattek-Sands   | Petra Cetkovská (24)        | Chanelle Scheepers            | Irina Falconi                |
| Venus Williams          | Latisha Chan                | Melanie Oudin                 | Shahar Peer                  |
| Vol'ha Havarcova        | Alexa Glatch                | Irena Pavlović                | Marion Bartoli (8)           |
| Stéphanie Foretz        | Lauren Davis                | Sofia Arvidsson               | Sesil Karatančeva            |
| Cvetana Pironkova       | Jelena Janković (19)        | Claire Feuerstein             | Urszula Radwańska            |
| Virginie Razzano        | Heather Watson              | Irina-Camelia Begu            | Jarmila Gajdošová            |
| Marija Kirilenko (16)   | Melinda Czink               | Lourdes Domínguez Lino        | Ayumi Morita                 |
| Eliminate nel 1º turno  |                             |                               |                              |
| Alberta Brianti         | Caroline Garcia             | Heidi El Tabakh               | Alizé Cornet                 |
| Nastas'sja Jakimava     | Eva Birnerová               | Galina Voskoboeva             | Kristina Mladenovic          |
| Sabine Lisicki (12)     | Ekaterina Makarova          | Anastasija Rodionova          | Simona Halep                 |
| Iveta Benešová          | Laura Pous Tió              | Edina Gallovits               | Elena Baltacha               |
| Bojana Jovanovski       | Paula Ormaechea             | Kateryna Bondarenko           | Mirjana Lučić                |
| Casey Dellacqua         | Johanna Larsson             | Stéphanie Dubois              | Lara Arruabarrena            |
| Zhang Shuai             | Romina Oprandi              | Anna Tatišvili                | Hsieh Su-wei                 |
| Laura Robson            | Chang Kai-chen              | Michaëlla Krajicek            | Karolína Plíšková            |
| Sorana Cîrstea          | Barbora Strýcová            | Kiki Bertens                  | Mona Barthel (30)            |
| Roberta Vinci (17)      | Mandy Minella               | Tamarine Tanasugarn           | Tímea Babos                  |
| Kimiko Date             | Yanina Wickmayer            | Ksenija Pervak                | Patricia Mayr-Achleitner     |
| Monica Niculescu (32)   | Vera Duševina               | Pauline Parmentier            | Ashleigh Barty               |
| Serena Williams (5)     | Jamie Hampton               | Elena Vesnina                 | Lucie Hradecká               |
| Aleksandra Panova       | Aravane Rezaï               | Magdaléna Rybáriková          | Eléni Daniilídou             |
| Victoria Larrière       | Lesja Curenko               | Anne Keothavong               | Gréta Arn                    |
| Tamira Paszek           | Marina Eraković             | Polona Hercog                 | Alexandra Cadanțu            |

## Calendario

### 27 maggio (1º giorno)
Nella 1ª giornata si sono giocati gli incontri del primo turno dei singolari maschili e femminili in base al programma della giornata

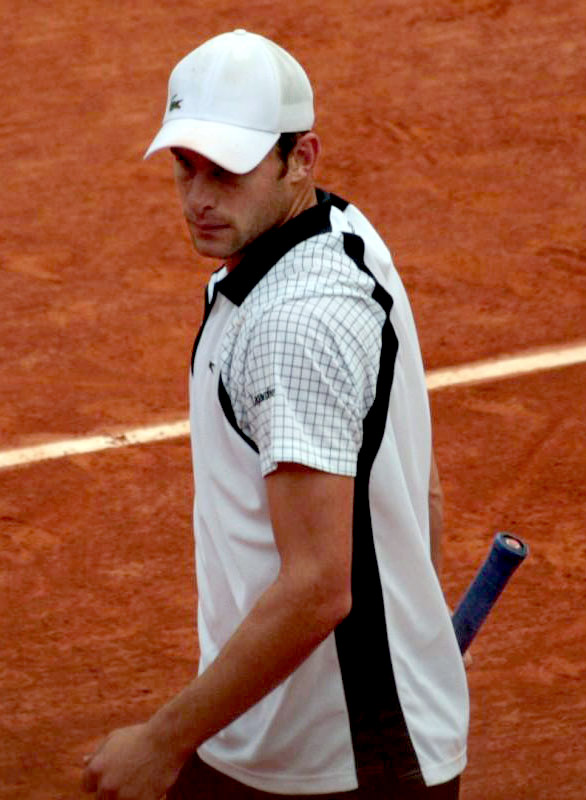
Andy Roddick, esce al 1º turno del singolare maschile

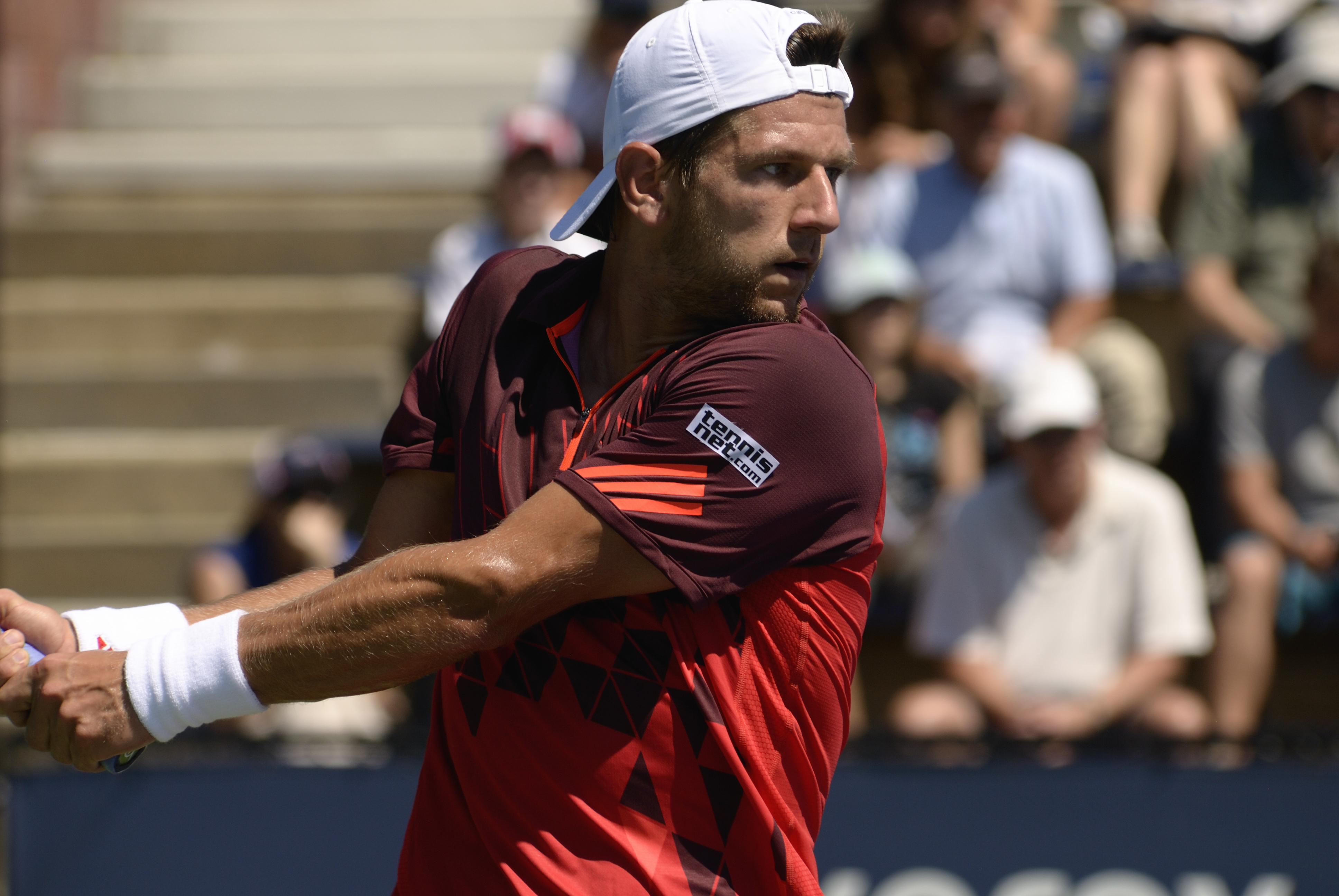
Jürgen Melzer, semifinalista del 2010, esce al 1º turno

Nel torneo del singolare maschile L'argentino Juan Martín del Potro ha battuto lo spagnolo Albert Montañés in quattro set per 6-2, 6(5)–7, 6-2, 6-1. Il francese Jo-Wilfried Tsonga ha avuto la meglio sul russo Andrej Kuznecov con il punteggio di 1-6 6-3 6-2 6-4. Il francese Nicolas Mahut ha eliminato a sorpresa lo statunitense Andy Roddick battendolo per 6-3, 6-3, 4-6, 6-2 approfittando anche di un infortunio all'anca. Il croato Marin Čilić ha battuto lo spagnolo Daniel Muñoz de la Nava con il punteggio di 6-4 6-4 7-5. Lo spagnolo Juan Carlos Ferrero ha estromesso dal torneo il francese Jonathan Dasnières de Veigy sconfitto per 6-1 6-4 6-3. Ha passato il turno anche il tedesco Michael Berrer che ha battuto a sorpresa l'austriaco Jürgen Melzer pur avendo perso il primo e il terzo set, ma riuscendo comunque a chiudere con il punteggio di 2-6 7-5 3-6 6-4 8-6. L'italiano Fabio Fognini ha sconfitto il francese Adrian Mannarino per 6-0, 7-5, 6-1 in un'ora e 43 minuti di gioco. È passato al turno successivo anche lo svizzero Stan Wawrinka che ha battuto l'italiano Flavio Cipolla in cinque set con il punteggio di 6-3, 6-3, 4-6, 3-6, 6-2.
Nel torneo del singolare femminile L'ex numero 1 del mondo Ana Ivanović ha avuto la meglio sulla spagnola Lara Arruabarrena battuta per 6-1, 6-1. La russa Svetlana Kuznecova ha battuto la croata Mirjana Lučić. Sono passate al 2º turno l'australiana Samantha Stosur, vincitrice sulla britannica Elena Baltacha per 6-4 6-0, la tedesca Angelique Kerber che ha battuto la cinese Shuai Zhang, Lucie Safářová, Irina Falconi,, l'israeliana Shahar Peer che ha sconfitto per 6-2 6-2 la canadese Stéphanie Dubois, Melanie Oudin, María José Martínez Sánchez, Irena Pavlović, Dinah Pfiznmaier, Aleksandra Wozniak, Sara Errani e Venus Williams.
| Incontri sui campi principali                         | Incontri sui campi principali                         | Incontri sui campi principali                         | Incontri sui campi principali                         |
| Incontri sul Court Philippe Chatrier (Campo centrale) | Incontri sul Court Philippe Chatrier (Campo centrale) | Incontri sul Court Philippe Chatrier (Campo centrale) | Incontri sul Court Philippe Chatrier (Campo centrale) |
| Turno                                                 | Vincitore                                             | Perdente                                              | Punteggio                                             |
| ----------------------------------------------------- | ----------------------------------------------------- | ----------------------------------------------------- | ----------------------------------------------------- |
| 1º turno singolare femminile                          | Samantha Stosur [6]                                   | Elena Baltacha                                        | 6-4, 6-0                                              |
| 1º turno singolare maschile                           | Juan Martín del Potro [9]                             | Albert Montañés                                       | 6-2, 65-7, 6-2, 6-1                                   |
| 1º turno singolare maschile                           | Jo-Wilfried Tsonga [5]                                | Andrej Kuznecov                                       | 1-6, 6-3, 6-2, 6-4                                    |
| 1º turno singolare femminile                          | Venus Williams                                        | Paula Ormaechea                                       | 4-6, 6-1, 6-3                                         |
| Incontri sul Court Suzanne Lenglen (Grandstand)       |                                                       |                                                       |                                                       |
| Turno                                                 | Vincitore                                             | Perdente                                              | Punteggio                                             |
| 1º turno singolare femminile                          | Svetlana Kuznecova [26]                               | Mirjana Lučić                                         | 6-1, 6-3                                              |
| 1º turno singolare maschile                           | Juan Carlos Ferrero                                   | Jonathan Dasnières de Veigy [WC]                      | 6-1, 6-4, 6-3                                         |
| 1º turno singolare femminile                          | Ana Ivanović [13]                                     | Lara Arruabarrena [Q]                                 | 6-1, 6-1                                              |
| 1º turno singolare maschile                           | Nicolas Mahut                                         | Andy Roddick [26]                                     | 6-3, 6-3, 4-6, 6-2                                    |

- Teste di serie eliminate:
  - Singolare maschile:  Andy Roddick (26),  Jürgen Melzer (30).
  - Singolare femminile: nessuna.

### 28 maggio (2º giorno)
Nella 2ª giornata si sono giocati gli incontri del primo turno dei singolari maschili e femminili in base al programma della giornata

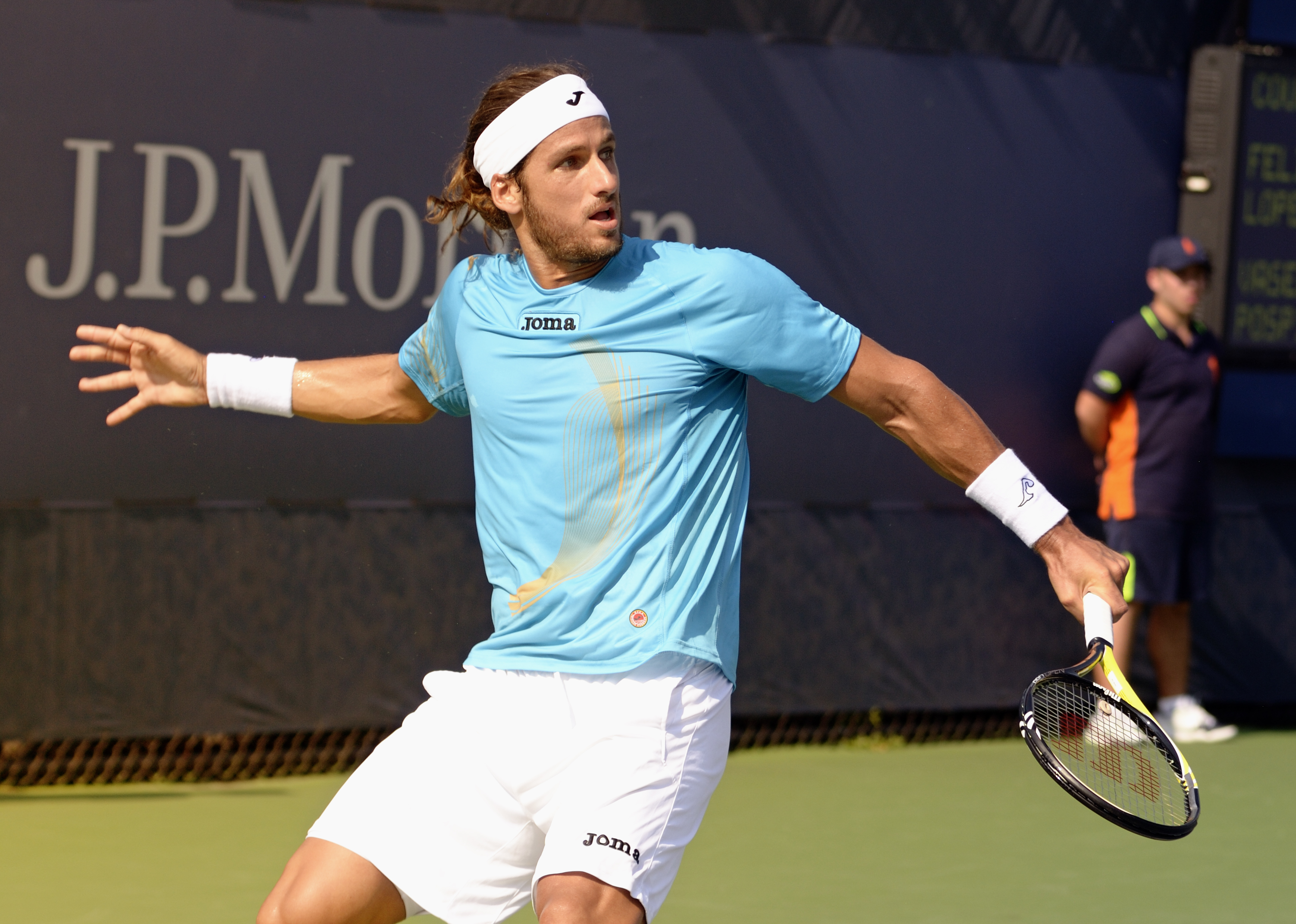
Feliciano López si ritira nel suo match di primo turno

Sabine Lisicki, semifinalista a Wimblendon 2011, eliminata al primo turno

Nel torneo del singolare maschile lo svizzero Roger Federer ha battuto il tedesco Tobias Kamke 6-2, 7-5, 6-3. Grazie a questa vittori la numero 233 in uno slam Federer ha raggiunto il record di Jimmy Connors. Il serbo Novak Đoković ha sconfitto l'italiano Potito Starace che porta Đoković fino tiebreak del primo set, ma vince anche i seguenti 2 parziali e passa al turno successivo con il punteggio di 7-6 6-3 6-1. L'americano John Isner ha avuto la meglio sul brasiliano Dutra Silva per 6-3 6-4 6-4. Il ceco Tomáš Berdych ha sconfitto l'israeliano Dudi Sela. Viktor Troicki ha avuto la meglio sul brasiliano Thomaz Bellucci. Il match si è concluso in cinque set con il punteggio di 4-6 6-4 5-7 6-3 6-2. Il francese Florent Serra ha approfittato del ritiro di Feliciano López per un infortunio alle costole. Michail Kukuškin ha battuto il lettone Ernests Gulbis che esce sconfitto per 6-4, 7-6, 5-7, 2-6, 6-4. Il sudafricano Kevin Anderson ha estromesso dal torneo di singolare il portoghese Rui Machado che esce sconfitto da un match protrattosi fino al quinto set e terminato con il punteggio di 7-6 6-7 4-6 6-1 11-9. Il numero 11 del tabellone, Gilles Simon ha sconfitto l'americano Ryan Harrison con il punteggio di 3-6 7-5 6-4 6-1. L'italiano Andreas Seppi ha avuto la meglio sul russo Nikolaj Davydenko.
Hanno passato il turno anche Michaël Llodra vincitore su Guillermo García López sconfitto per 7–6(5) 6-2 3-6 6-3, Arnaud Clément, Paul-Henri Mathieu, Philipp Kohlschreiber, Marcel Granollers, David Goffin, Adrian Ungur, Brian Baker, Blaž Kavčič vittorioso sull'australiano Lleyton Hewitt, Leonardo Mayer, Malek Jaziri, Santiago Giraldo, Martin Kližan, Jesse Levine, Bernard Tomić, Łukasz Kubot e Milos Raonic.
Nel torneo del singolare femminile la bielorussa Viktoryja Azaranka ha battuto l'italiana Alberta Brianti, questa è riuscita a vincere il primo set al tiebreak ma ha perso i rimanenti due set perdendo complessivamente l'incontro per 6(6)–7, 6-4, 6-2. La serba Jelena Janković ha vinto il match che la vedeva opposta all'austriaca Patricia Mayr-Achleitner. La polacca Agnieszka Radwańska ha superato la serba Bojana Jovanovski concedendo un solo game con il punteggio di 6-1 6-0. Ha superato il turno la cinese Li Na che ha avuto la meglio sulla rumena Sorana Cîrstea per 6-0 6-1. La russa Nadia Petrova ha estromesso dal torneo di singolare Iveta Benešová con il punteggio di 6-3 6-3. La tedesca Mona Barthel ha perso l'americana Lauren Davis per 6-1 6-1. L'italiana Flavia Pennetta ha sconfitto la taiwanese Hsieh Su-wei per 6-7 6-4 6-2.
Sono passate al turno successivo anche Roberta Vinci, Bethanie Mattek-Sands, Jie Zheng, Sesil Karatančeva, Christina McHale, Vania King, Petra Martić, Petra Cetkovská, Sloane Stephens, Anabel Medina Garrigues, Stéphanie Foretz, Latisha Chan, Chanelle Scheepers, Carla Suárez Navarro, Jaroslava Švedova, Vol'ha Havarcova, Nina Bratčikova, Varvara Lepchenko e Claire Feuerstein.
| Incontri sui campi principali                         | Incontri sui campi principali                         | Incontri sui campi principali                         | Incontri sui campi principali                         |
| Incontri sul Court Philippe Chatrier (Campo centrale) | Incontri sul Court Philippe Chatrier (Campo centrale) | Incontri sul Court Philippe Chatrier (Campo centrale) | Incontri sul Court Philippe Chatrier (Campo centrale) |
| Turno                                                 | Vincitore                                             | Perdente                                              | Punteggio                                             |
| ----------------------------------------------------- | ----------------------------------------------------- | ----------------------------------------------------- | ----------------------------------------------------- |
| 1º turno singolare femminile                          | Viktoryja Azaranka [1]                                | Alberta Brianti                                       | 6-7, 6-4, 6-2                                         |
| 1º turno singolare femminile                          | Li Na [7]                                             | Sorana Cîrstea                                        | 6-2, 6-1                                              |
| 1º turno singolare maschile                           | Novak Đoković [1]                                     | Potito Starace                                        | 7-63, 6-3, 6-1                                        |
| 1º turno singolare maschile                           | Gilles Simon [11]                                     | Ryan Harrison                                         | 3-6, 7-5, 6-4, 6-1                                    |
| Incontri sul Court Suzanne Lenglen (Grandstand)       |                                                       |                                                       |                                                       |
| Turno                                                 | Vincitore                                             | Perdente                                              | Punteggio                                             |
| 1º turno singolare femminile                          | Dominika Cibulková [15]                               | Kristina Mladenovic [WC]                              | 6-2, 6-1                                              |
| 1º turno singolare maschile                           | Roger Federer [3]                                     | Tobias Kamke                                          | 6-2, 7-5, 6-3                                         |
| 1º turno singolare maschile                           | Michaël Llodra                                        | Guillermo García López                                | 7-65, 6-2, 3-6, 6-3                                   |
| 1º turno singolare femminile                          | Marion Bartoli [8]                                    | Karolína Plíšková [Q]                                 | 6-3, 6-3                                              |

- Teste di serie eliminate:
  - Singolare maschile:  Feliciano López (15),  Radek Štěpánek (23)
  - Singolare femminile: Sabine Lisicki (12),  Roberta Vinci (17),  Mona Barthel (30),  Monica Niculescu (32)

### 29 maggio (3º giorno)
Nella 3ª giornata si sono giocati gli incontri del primo turno dei singolari maschili e femminili e del doppio femminile in base al programma della giornata

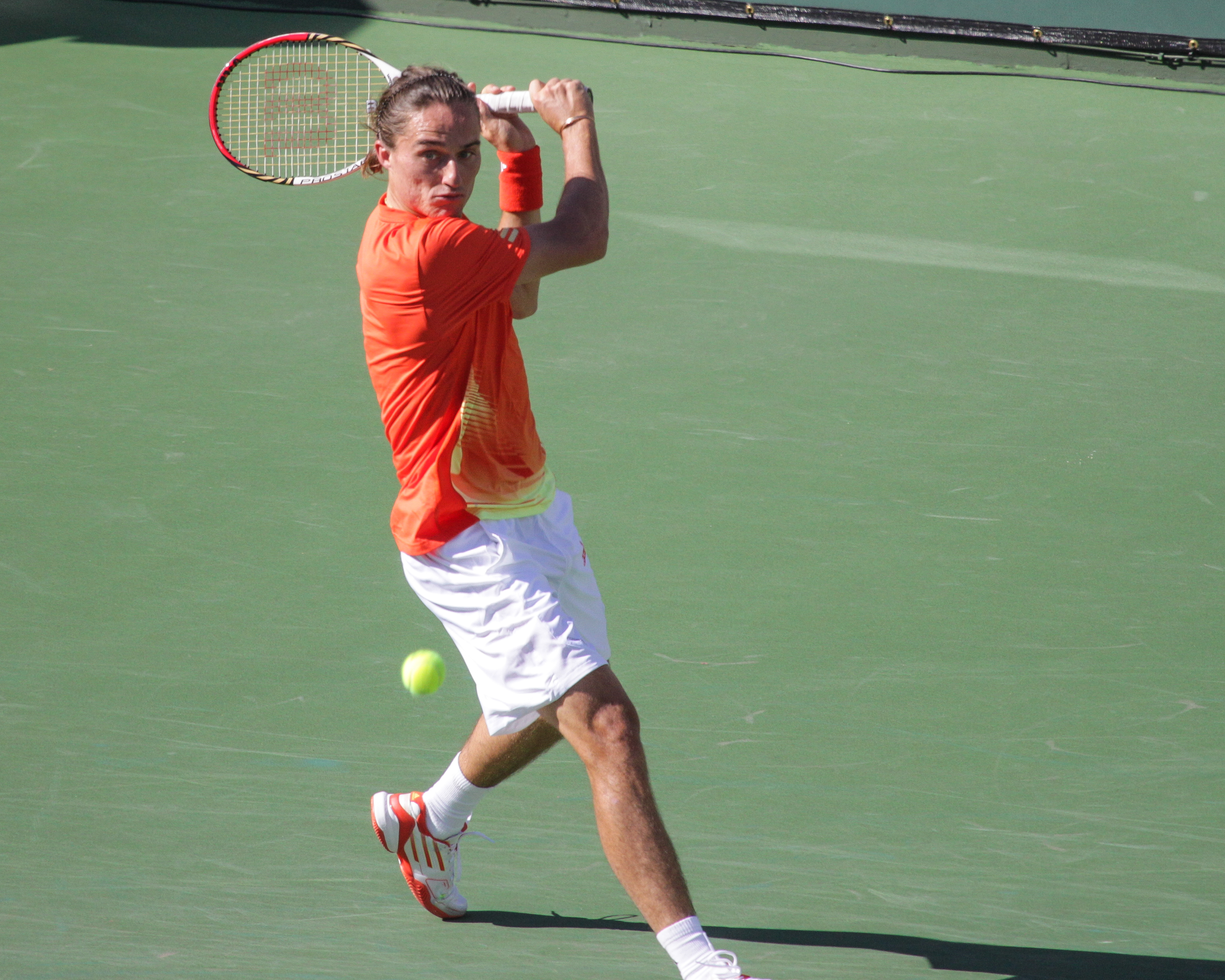
Aleksandr Dolhopolov perde al primo turno nel derby ucraino contro Serhij Stachovs'kyj

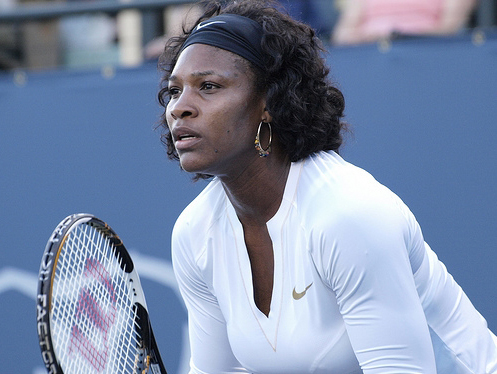
Serena Williams, vincitrice qui nel 2002, esce inaspettatamente di scena al primo turno

Nel torneo del singolare maschile Lo spagnolo Rafael Nadal ha battuto l'italiano Simone Bolelli concedendo solo cinque game e vincendo per 6-2, 6-2, 6-1. L'ucraino Serhij Stachovs'kyj ha sconfitto il connazionale Aleksandr Dolhopolov per 6-7, 6-4, 7-6, 6-3. Lo spagnolo David Ferrer ha avuto la meglio sullo slovacco Lukáš Lacko con il punteggio di 6-3, 6-4, 6-1. Il serbo Janko Tipsarević ha estromesso dal torneo di singolare Sam Querrey dopo aver perso il primo set ma vincendo comunque per 2-6, 6-4, 7-6, 6-3. Il francese Richard Gasquet ha vinto l'incontro che lo vedeva opposto all'estone Jürgen Zopp per 6-3, 6-4, 7-6. Il britannico Andy Murray ha avuto la meglio sul giapponese Tatsuma Itō faticando solo nel secondo set vincendo con il punteggio complessivo di 6-1, 7-5, 6-0 dopo 90 minuti di gioco.
Sono passati al secondo turno Julien Benneteau, Juan Mónaco, Benoît Paire, Jérémy Chardy, Tommy Haas vincitore contro Filippo Volandri, Michail Južnyj, Jarkko Nieminen, Denis Istomin, Nicolás Almagro, Lukáš Rosol, Grigor Dimitrov, Marcos Baghdatis, Eduardo Schwank, Robin Haase, Florian Mayer e Dmitrij Tursunov.
Nel torneo del singolare femminile la statunitense Serena Williams è uscita a sorpresa battuta per mano della francese Virginie Razzano. Serena ha vinto il primo set è ha avuto anche qualche chance di chiudere il match nel tiebreak del secondo set, ma perso sia il secondo parziale che quello successivo uscendo sconfitto per 4-6, 7–6(5), 6-3. La russa Marija Šarapova ha estromesso dal torneo la romena Alexandra Cadanțu vincendo nettamente per 6-0, 6-0. La ceca Petra Kvitová ha battuto l'australiana Ashleigh Barty per 6-1, 6-2. È passata al turno successivo anche Francesca Schiavone, finalista nell'Open di Francia 2011 che ha battuto la giapponese Kimiko Date per 6-3, 6-1.
Sono passate al secondo turno anche Urszula Radwańska, Caroline Wozniacki, Irina-Camelia Begu, Peng Shuai, Kaia Kanepi, Marija Kirilenko, Lourdes Domínguez Lino, Anastasija Pavljučenkova, Heather Watson, Melinda Czink, Julia Görges, Cvetana Pironkova, Ayumi Morita, Klára Koukalová e Jarmila Gajdošová.
| Incontri sui campi principali                         | Incontri sui campi principali                         | Incontri sui campi principali                         | Incontri sui campi principali                         |
| Incontri sul Court Philippe Chatrier (Campo centrale) | Incontri sul Court Philippe Chatrier (Campo centrale) | Incontri sul Court Philippe Chatrier (Campo centrale) | Incontri sul Court Philippe Chatrier (Campo centrale) |
| Turno                                                 | Vincitore                                             | Perdente                                              | Punteggio                                             |
| ----------------------------------------------------- | ----------------------------------------------------- | ----------------------------------------------------- | ----------------------------------------------------- |
| 1º turno singolare femminile                          | Francesca Schiavone [14]                              | Kimiko Date                                           | 6-3, 6-1                                              |
| 1º turno singolare maschile                           | Richard Gasquet                                       | Jürgen Zopp [Q]                                       | 6-3, 6-4, 7-64                                        |
| 1º turno singolare maschile                           | Rafael Nadal [2]                                      | Simone Bolelli                                        | 6-2, 6-2, 6-1                                         |
| 1º turno singolare femminile                          | Virginie Razzano                                      | Serena Williams [5]                                   | 4-6, 7-65, 6-3                                        |
| Incontri sul Court Suzanne Lenglen (Grandstand)       |                                                       |                                                       |                                                       |
| Turno                                                 | Vincitore                                             | Perdente                                              | Punteggio                                             |
| 1º turno singolare femminile                          | Petra Kvitová [4]                                     | Ashleigh Barty [WC]                                   | 6-1, 6-2                                              |
| 1º turno singolare femminile                          | Marija Šarapova [2]                                   | Alexandra Cadanțu                                     | 6-0, 6-0                                              |
| 1º turno singolare maschile                           | Julien Benneteau [29]                                 | Miša Zverev [Q]                                       | 6-2, 63-7, 6-4, 6-4                                   |
| 1º turno singolare maschile                           | Andy Murray [4]                                       | Tatsuma Itō                                           | 6-1, 7-5, 6-0                                         |

- Teste di serie eliminate:
  - Singolare maschile:  Aleksandr Dolhopolov (16).
  - Singolare femminile:  Serena Williams (5).
  - Doppio femminile:  Iveta Benešová /  Barbora Strýcová (8),  Bethanie Mattek-Sands /  Sania Mirza (15)

### 30 maggio (4º giorno)
Nella 4ª giornata si sono giocati gli incontri del secondo turno dei singolari maschili e femminili e del primo e secondo turno del doppio maschile, femminile e misto in base al programma della giornata

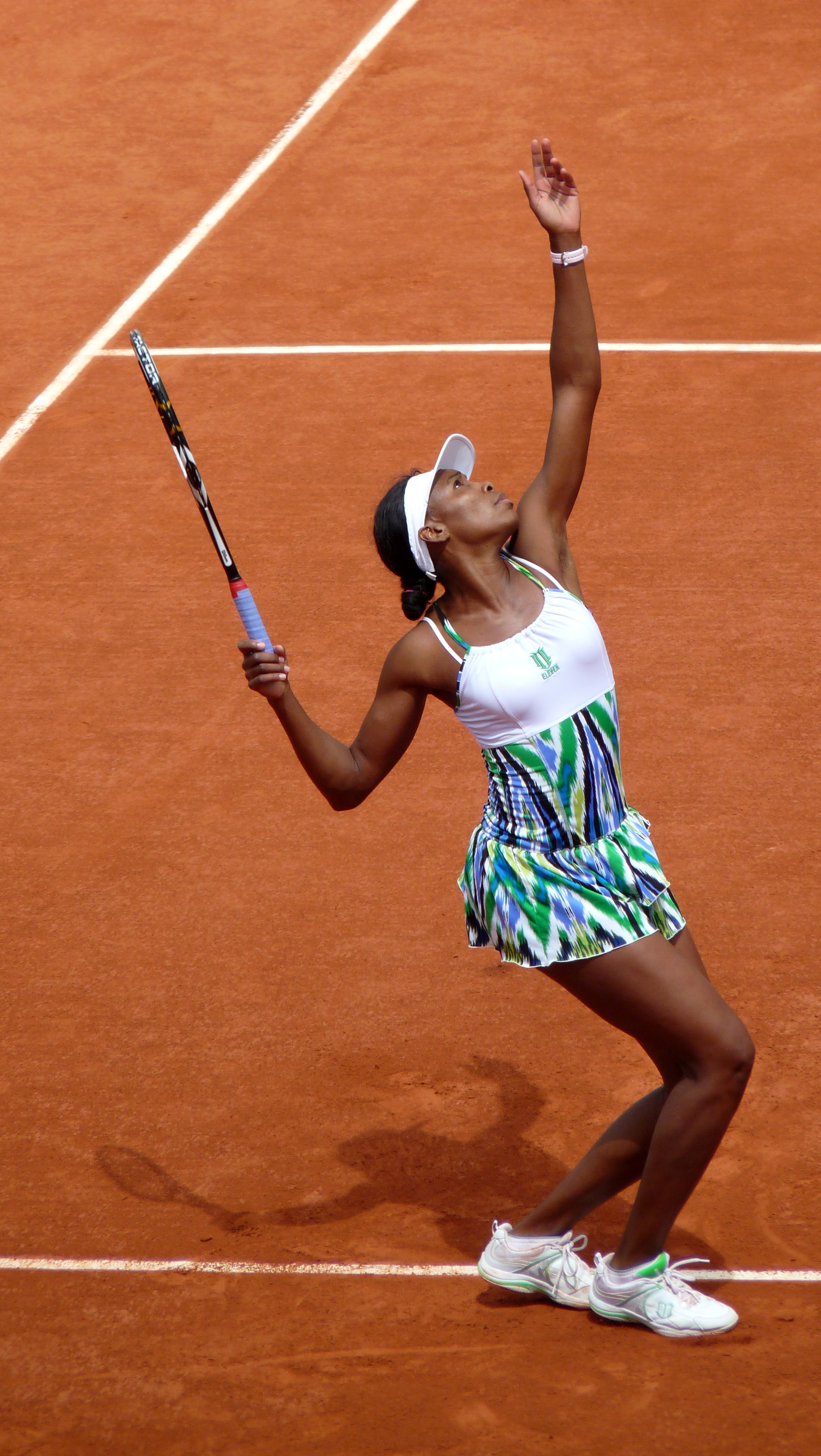
Venus Williams, finalista qui nel 2002, sconfitta al secondo turno

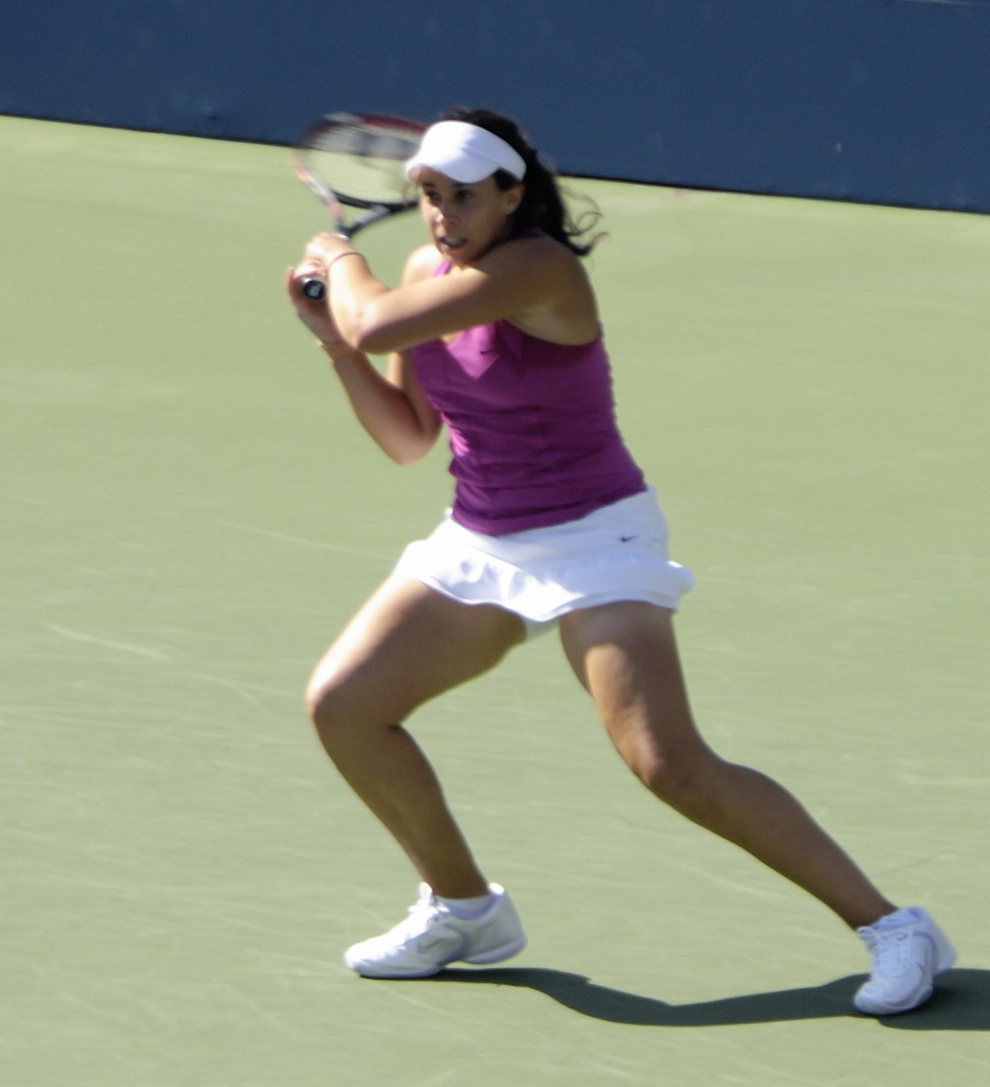
Marion Bartoli, semifinalista qui l'anno scorso, eliminata al secondo turno

Nel torneo del singolare maschile Lo svizzero Roger Federer ha battuto il romeno Adrian Ungur. Federer perde il terzo set al tiebreak ma riesce a chiudere in 4 con il punteggio di 6-3, 6-2, 6-7, 6-3. Il serbo Novak Đoković ha passato il turno battendo sul Court Suzanne Lenglen Blaž Kavčič per 6-0, 6-4, 6-4. L'argentino Juan Martín del Potro ha avuto la meglio sul francese Édouard Roger-Vasselin per 7–6(5) 7–6(3) 6-4.
Sono passati al turno successivo anche il ceco Tomáš Berdych vittorioso sul francese Michaël Llodra per 6-2 6-3 6-3, Gilles Simon vincitore su Brian Baker, Andreas Seppi, Nicolas Mahut, Nicolas Devilder, Fernando Verdasco, Stan Wawrinka, Łukasz Kubot, la testa di serie nº 31 Kevin Anderson e David Goffin.
Nel torneo del singolare femminile la bielorussa Viktoryja Azaranka ha passato il turno battendo la tedesca Dinah Pfizenmaier con il punteggio di 6-1 6-1. L'australiana Samantha Stosur ha sconfitto la statunitense Irina Falconi per 6-1, 6-4. La serba Ana Ivanović ha battuto l'israeliana Shahar Peer con il punteggio di 6-2 6-2. La polacca Agnieszka Radwańska ha sconfitto per 6-2, 6-3 Venus Williams. L'italiana Sara Errani ha avuto la meglio sull'americana Melanie Oudin.
Hanno passato il turno anche Mathilde Johansson, Petra Martić che ha battuto sul Court Suzanne Lenglen la francese Marion Bartoli testa di serie numero 8, Anabel Medina Garrigues, Sloane Stephens, Aleksandra Wozniak, María José Martínez Sánchez, Dominika Cibulková, Svetlana Kuznecova, Nadia Petrova e Flavia Pennetta.
| Incontri sui campi principali                         | Incontri sui campi principali                         | Incontri sui campi principali                         | Incontri sui campi principali                         |
| Incontri sul Court Philippe Chatrier (Campo centrale) | Incontri sul Court Philippe Chatrier (Campo centrale) | Incontri sul Court Philippe Chatrier (Campo centrale) | Incontri sul Court Philippe Chatrier (Campo centrale) |
| Turno                                                 | Vincitore                                             | Perdente                                              | Punteggio                                             |
| ----------------------------------------------------- | ----------------------------------------------------- | ----------------------------------------------------- | ----------------------------------------------------- |
| 2º turno singolare femminile                          | Viktoryja Azaranka [1]                                | Dinah Pfizenmaier [Q]                                 | 6-1, 6-1                                              |
| 2º turno singolare maschile                           | Roger Federer [3]                                     | Adrian Ungur                                          | 6-3,6-2, 65-7, 6-3                                    |
| 2º turno singolare maschile                           | Gilles Simon [11]                                     | Brian Baker [WC]                                      | 6-4, 6-1, 64-7, 1-6, 6-0                              |
| 2º turno singolare femminile                          | Agnieszka Radwańska [3]                               | Venus Williams                                        | 6-2, 6-3                                              |
| Incontri sul Court Suzanne Lenglen (Grandstand)       |                                                       |                                                       |                                                       |
| Turno                                                 | Vincitore                                             | Perdente                                              | Punteggio                                             |
| 2º turno singolare maschile                           | Novak Đoković [1]                                     | Blaž Kavčič                                           | 6-0, 6-4, 6-4                                         |
| 2º turno singolare femminile                          | Mathilde Johansson                                    | Petra Cetkovská [24]                                  | 7-6(1), 6-2                                           |
| 2º turno singolare femminile                          | Petra Martić                                          | Marion Bartoli [8]                                    | 6-2, 3-6, 6-3                                         |
| 2º turno singolare maschile                           | Cedrik-Marcel Stebe vs. Jo-Wilfried Tsonga [5]        | Cedrik-Marcel Stebe vs. Jo-Wilfried Tsonga [5]        | 2–6, 6–4, 1–1, sospesa                                |

- Teste di serie eliminate:
  - Singolare maschile: Nessuna
  - Singolare femminile:  Marion Bartoli (8),  Lucie Šafářová (20),  Petra Cetkovská (24),  Zheng Jie (31).
  - Doppio femminile:  Liezel Huber /  Lisa Raymond (1)
  - Doppio maschile: Nessuna
  - Doppio misto:  Lisa Raymond /  Rohan Bopanna (4),  Andrea Hlaváčková /  Aisam-ul-Haq Qureshi (8)

### 31 maggio (5º giorno)
Nella 5ª giornata si giocano gli incontri del secondo turno dei singolari maschili e femminili e del primo e secondo turno del doppio maschile, femminile e misto in base al programma della giornata

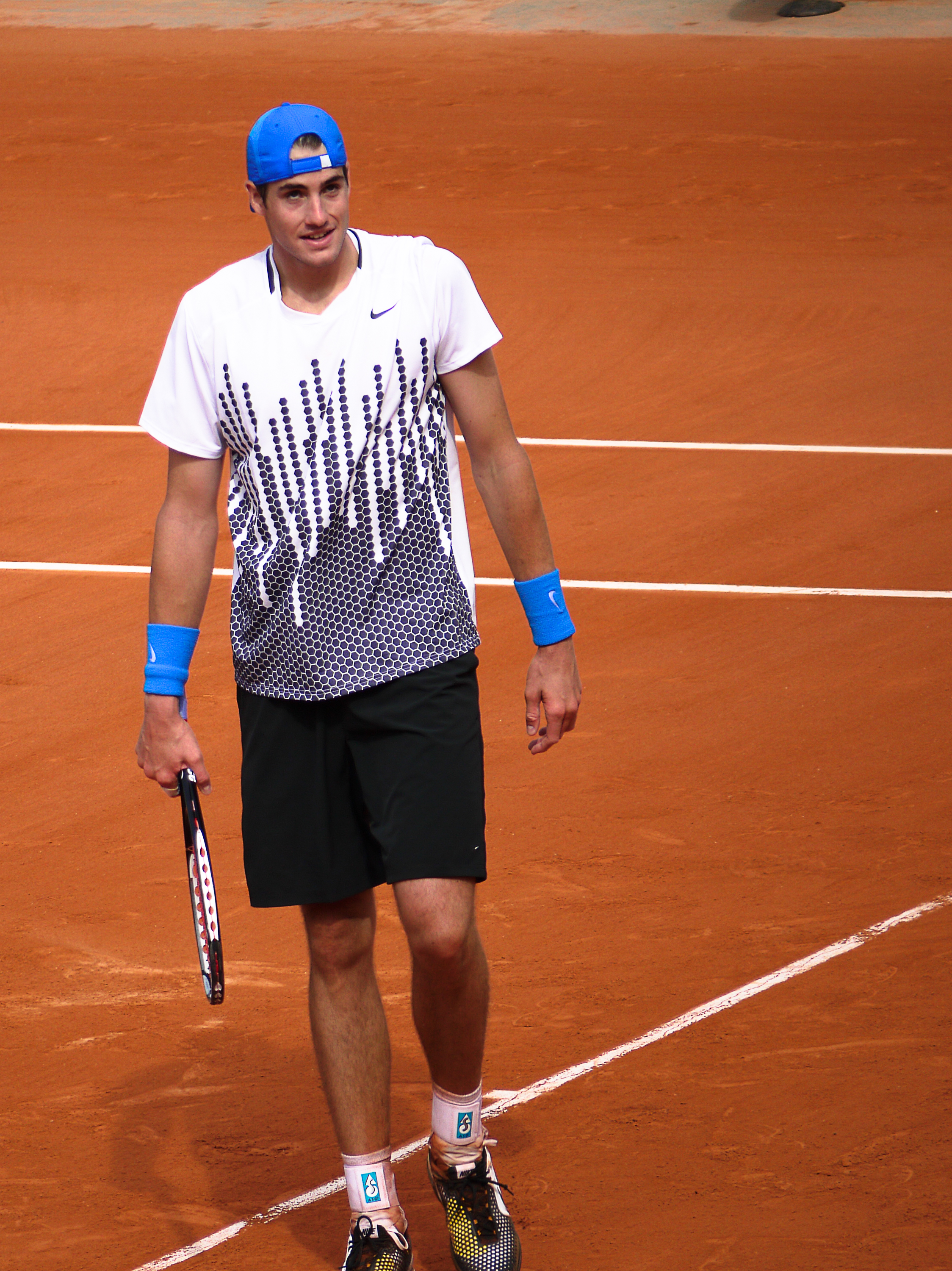
John Isner esce al 2º turno perdendo 18-16 al 5º set contro Paul-Henri Mathieu

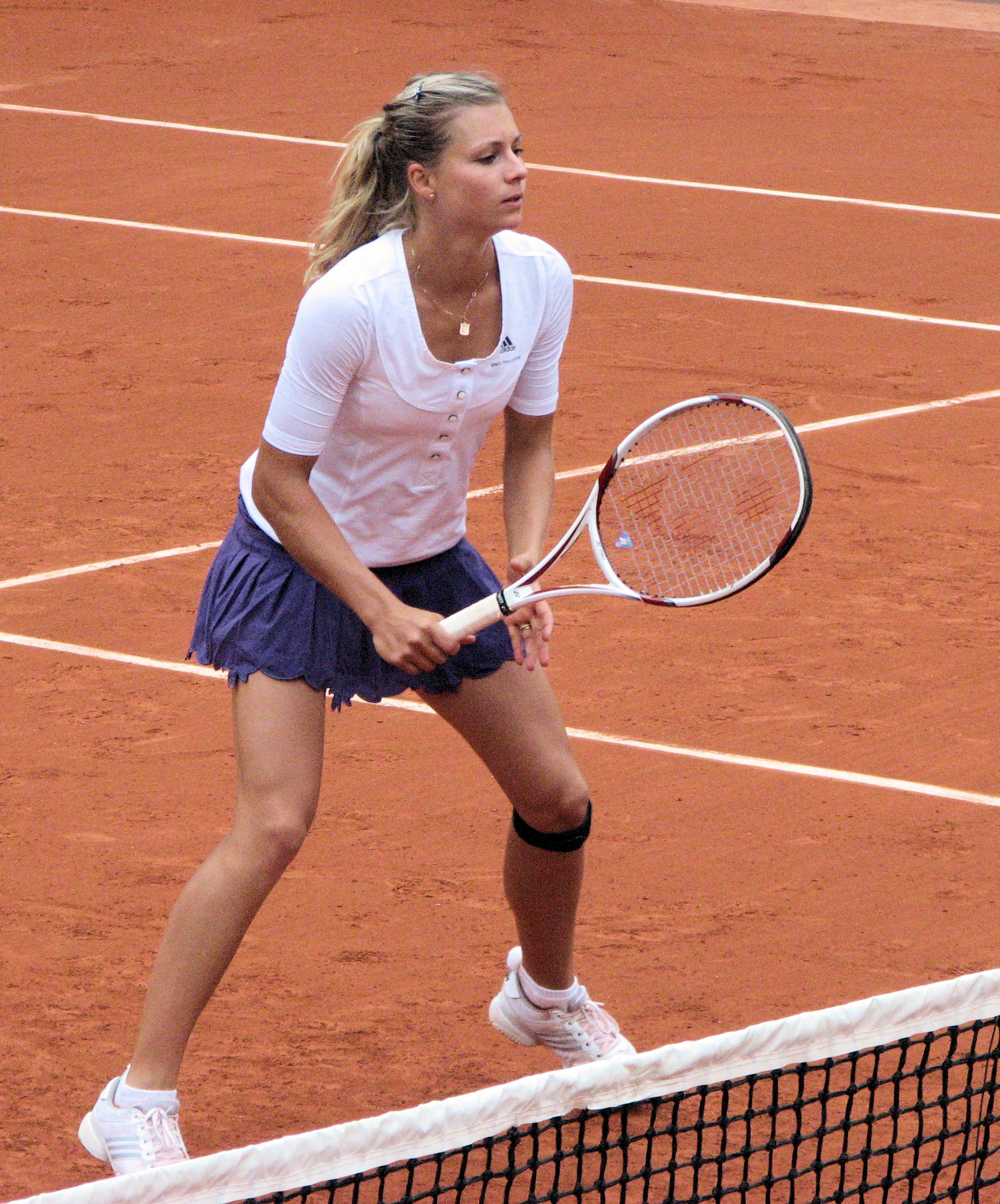
Marija Kirilenko esce al 2º turno

Nel torneo del singolare maschile lo spagnolo Rafael Nadal ha sconfitto l'uzbeko Denis Istomin per 6-2 6-2 6-0. Lo scozzese Andy Murray ha estromesso dal torneo il finlandese Jarkko Nieminen perdendo il primo set ma imponendosi per 1–6, 6–4, 6–1, 6–2, accusando durante il match dei dolori alla schiena. Lo spagnolo David Ferrer ha passato il turno dopo la vittoria su l francese Benoît Paire battuto con il punteggio di 6-3, 6-3, 6-2. Jo-Wilfried Tsonga sulla Court Suzanne Lenglen ha battuto il tedesco Cedrik-Marcel Stebe per 6–2, 4–6, 6–2, 6–1. Il francese Paul-Henri Mathieu ha battuto lo statunitense John Isner per 6-7, 6-4, 6-4, 3-6, 18-16 nella sfida più lunga mai disputata al Roland Garros durata 5 ore e 41 minuti.
Sono passati al 3º turno anche Richard Gasquet, David Goffin, Julien Benneteau, Nicolás Almagro, Janko Tipsarević, Michail Južnyj, Tommy Haas, Juan Mónaco, Santiago Giraldo che ha battuto Bernard Tomić, Leonardo Mayer, Eduardo Schwank e Milos Raonic.
Nel torneo del singolare femminile la cinese Li Na ha battuto la francese Stéphanie Foretz concedendo solo due game con il punteggio di 6–0, 6–2.
La danese Caroline Wozniacki ha sconfitto l'australiana Jarmila Gajdošová per 6–1, 6–4. La ceca Petra Kvitová ha estromesso dal torneo la polacca Urszula Radwańska, sorella di Agnieska, battuta per 6–1, 6–3. La tedesca Angelique Kerber ha battuto la bielorussa Vol'ha Havarcova e la tennista italiana Francesca Schiavone ha avuto la meglio sulla bulgara Cvetana Pironkova per 2-6 6-3 6-1.
Sono passate al terzo turno anche Arantxa Rus, Nina Bratčikova, Anastasija Pavljučenkova, Klára Koukalová Julia Görges, Varvara Lepchenko, Carla Suárez Navarro, Kaia Kanepi, Jaroslava Švedova, Peng Shuai e Christina McHale
| Incontri sui campi principali                         | Incontri sui campi principali                         | Incontri sui campi principali                         | Incontri sui campi principali                         |
| Incontri sul Court Philippe Chatrier (Campo centrale) | Incontri sul Court Philippe Chatrier (Campo centrale) | Incontri sul Court Philippe Chatrier (Campo centrale) | Incontri sul Court Philippe Chatrier (Campo centrale) |
| Turno                                                 | Vincitore                                             | Perdente                                              | Punteggio                                             |
| ----------------------------------------------------- | ----------------------------------------------------- | ----------------------------------------------------- | ----------------------------------------------------- |
| 2º turno singolare maschile                           | Andy Murray [4]                                       | Jarkko Nieminen                                       | 1–6, 6–4, 6–1, 6–2                                    |
| 2º turno singolare femminile                          | Caroline Wozniacki [9]                                | Jarmila Gajdošová                                     | 6–1, 6–4                                              |
| 2º turno singolare maschile                           | Paul-Henri Mathieu                                    | John Isner [10]                                       | 62–7, 6-4, 6-4, 3-6, 18-16                            |
| Incontri sul Court Suzanne Lenglen (Grandstand)       |                                                       |                                                       |                                                       |
| Turno                                                 | Vincitore                                             | Perdente                                              | Punteggio                                             |
| 2º turno singolare femminile                          | Petra Kvitová [4]                                     | Urszula Radwańska                                     | 6–1, 6–3                                              |
| 2º turno singolare maschile                           | Jo-Wilfried Tsonga [5]                                | Cedrik-Marcel Stebe                                   | 6–2, 4–6, 6–2, 6–1                                    |
| 2º turno singolare maschile                           | Rafael Nadal [2]                                      | Denis Istomin                                         | 6–2, 6–2, 6–0                                         |
| 2º turno singolare femminile                          | Li Na [7]                                             | Stéphanie Foretz                                      | 6–0, 6–2                                              |
| 2º turno singolare maschile                           | Richard Gasquet [17]                                  | Grigor Dimitrov                                       | 5–7, 7–5, 6–2, 6–3                                    |

- Teste di serie eliminate:
  - Singolare maschile:  John Isner (10),  Philipp Kohlschreiber (24),  Bernard Tomić (25),  Viktor Troicki (28),  Florian Mayer (32)
  - Singolare femminile:  Marija Kirilenko (16),  Jelena Janković (19)
  - Doppio maschile:  Mahesh Bhupathi /  Rohan Bopanna (6)
  - Doppio femminile:  Raquel Kops-Jones /  Abigail Spears (10)
  - Doppio misto: Nessuna

### 1º giugno (6º giorno)
Nella 6ª giornata si sono giocati gli incontri del terzo turno dei singolari maschili e femminili e del primo e secondo turno del doppio maschile, femminile e misto in base al programma della giornata

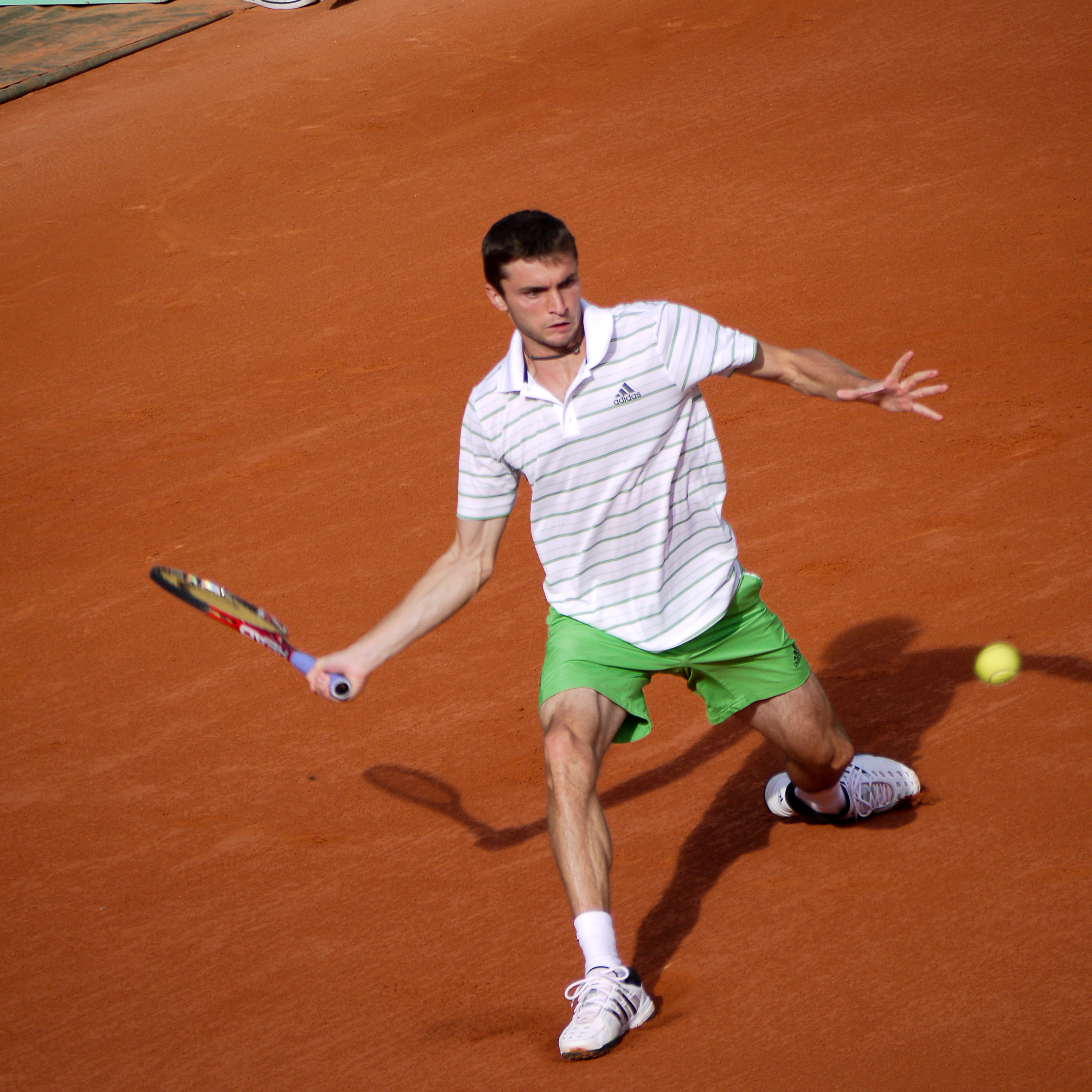
Gilles Simon esce al 3º turno del torneo

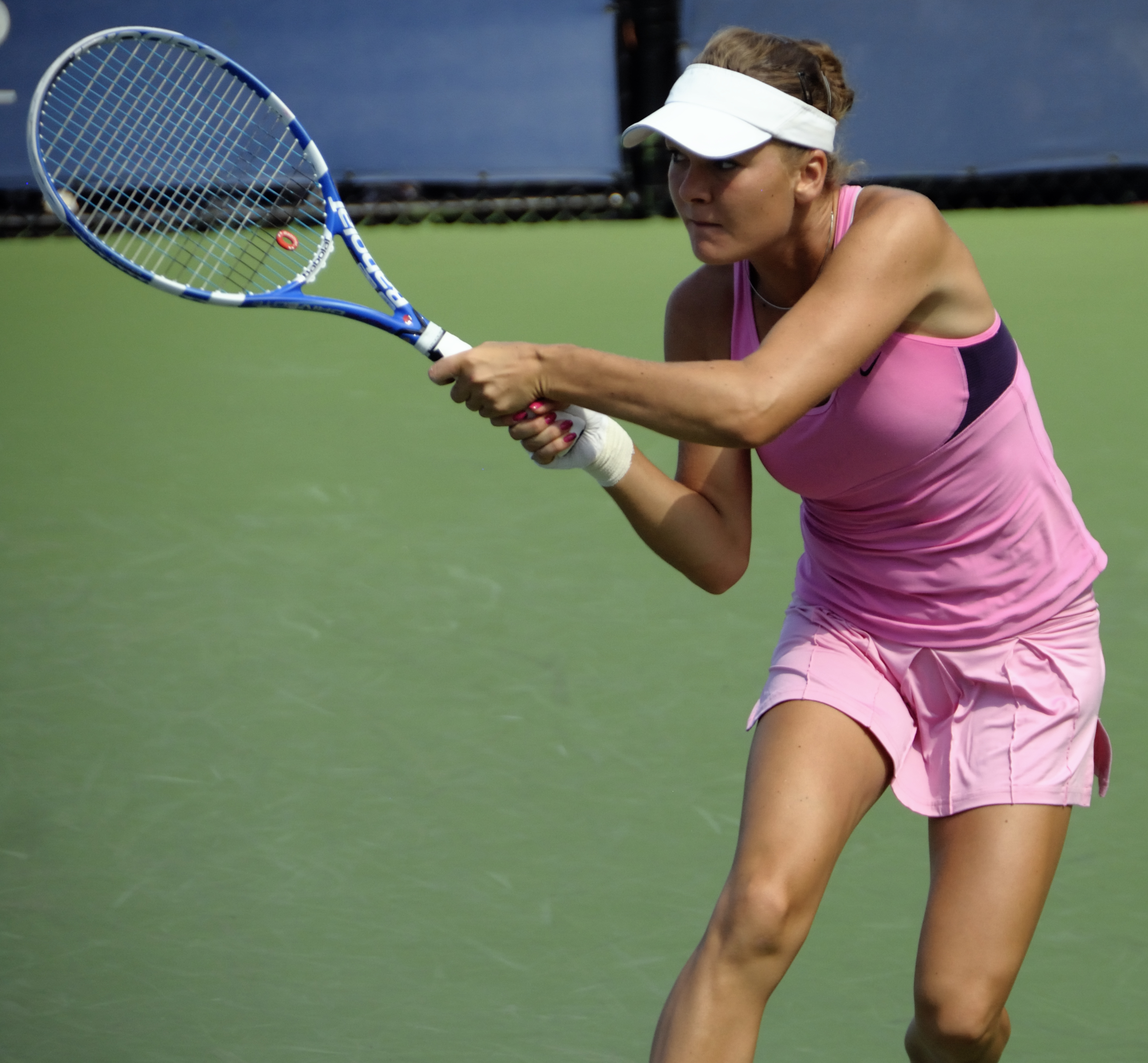
Agnieszka Radwańska, testa di serie nº 3, esce al 3º turno

Nel torneo del singolare maschile lo svizzero Roger Federer ha sconfitto il francese Nicolas Mahut perdendo il secondo set per 6 giochi a 4 ma riuscendo ad imporsi con il punteggio finale di 6-3, 4-6, 6-2, 7-5. Il serbo Novak Đoković ha avuto la meglio sul francese Nicolas Devilder battuto nettamente per 6-1, 6-2, 6-1. L'argentino Juan Martín del Potro ha battuto il croato Marin Čilić. Kevin Anderson ha perso contro Tomáš Berdych che vinto con il punteggio 6-4, 3-6, 6-7, 6-4, 6-4. Fernando Verdasco ha perso contro l'italiano Andreas Seppi per 7-5, 3-6, 6-4, 4-6, 6-2. Il francese Jo-Wilfried Tsonga ha battuto l'italiano Fabio Fognini sconfitto con il punteggio di 7-5, 6-4, 6-4.
Sono passati al turno successivo lo svizzero Stan Wawrinka, vincitore su Gilles Simon per 7-5, 6-7, 6-7, 6-3, 6-2, David Goffin e lo spagnolo Marcel Granollers.
Nel torneo del singolare femminile la russa Marija Šarapova ha sconfitto la giapponese Ayumi Morita per 6-1, 6-1. La russa Svetlana Kuznecova ha estromesso dal torneo di singolare Agnieszka Radwańska che vince solo tre game ed esce sconfitta con il punteggio di 6-1, 6-2.
Sono passate al turno successivo la tedesca Angelique Kerber vincitrice sull'italiana Flavia Pennetta, Sara Errani che ha sconfitto Ana Ivanović, Sloane Stephens, Samantha Stosur vincitrice su Nadia Petrova per 6-3 6-3, la bielorussa Viktoryja Azaranka vittoriosa su Aleksandra Wozniak, Petra Martić e Dominika Cibulková.
| Incontri sui campi principali                         | Incontri sui campi principali                         | Incontri sui campi principali                         | Incontri sui campi principali                         |
| Incontri sul Court Philippe Chatrier (Campo centrale) | Incontri sul Court Philippe Chatrier (Campo centrale) | Incontri sul Court Philippe Chatrier (Campo centrale) | Incontri sul Court Philippe Chatrier (Campo centrale) |
| Turno                                                 | Vincitore                                             | Perdente                                              | Punteggio                                             |
| ----------------------------------------------------- | ----------------------------------------------------- | ----------------------------------------------------- | ----------------------------------------------------- |
| 3º turno singolare femminile                          | Sloane Stephens                                       | Mathilde Johansson                                    | 6-3, 6-2                                              |
| 3º turno singolare femminile                          | Svetlana Kuznecova                                    | Agnieszka Radwańska [3]                               | 6-1, 6-2                                              |
| 3º turno singolare maschile                           | Jo-Wilfried Tsonga [5]                                | Fabio Fognini                                         | 7-5, 6-4, 6-4                                         |
| 3º turno singolare maschile                           | Roger Federer [3]                                     | Nicolas Mahut                                         | 6-3, 4-6, 6-2, 7-5                                    |
| Incontri sul Court Suzanne Lenglen (Grandstand)       |                                                       |                                                       |                                                       |
| Turno                                                 | Vincitore                                             | Perdente                                              | Punteggio                                             |
| 3º turno singolare femminile                          | Sara Errani [21]                                      | Ana Ivanović [13]                                     | 1-6, 7-5, 6-3                                         |
| 2º turno singolare femminile                          | Marija Šarapova                                       | Ayumi Morita                                          | 6-1, 6-1                                              |
| 3º turno singolare maschile                           | Stan Wawrinka [18]                                    | Gilles Simon [11]                                     | 7-5, 65-7, 63-7, 6-3, 6-2                             |
| 3º turno singolare maschile                           | Novak Đoković [1]                                     | Nicolas Devilder [Q]                                  | 6-1, 6-2, 6-2                                         |

- Teste di serie eliminate:
  - Singolare maschile:  Gilles Simon (11),  Fernando Verdasco (14),  Marin Čilić (21),  Kevin Anderson (31)
  - Singolare femminile:  Agnieszka Radwańska (3),  Ana Ivanović (13),  Flavia Pennetta (18),  Nadia Petrova (27),  Anabel Medina Garrigues (29).
  - Doppio maschile:  Robert Lindstedt /  Horia Tecău (5),  František Čermák /  Filip Polášek (9),  Santiago González /  Christopher Kas (11),  Jonathan Erlich /  Andy Ram (13)
  - Doppio femminile:  Natalie Grandin /  Vladimíra Uhlířová (9),  Marina Eraković /  Monica Niculescu (16),  Gisela Dulko /  Paola Suárez (17)
  - Doppio misto: Nessuna

### 2 giugno (7º giorno)
Nella 7ª giornata si sono giocati gli incontri del terzo turno dei singolari maschili e femminili e del primo, secondo e terzo turno del doppio maschile, femminile e misto in base al programma della giornata

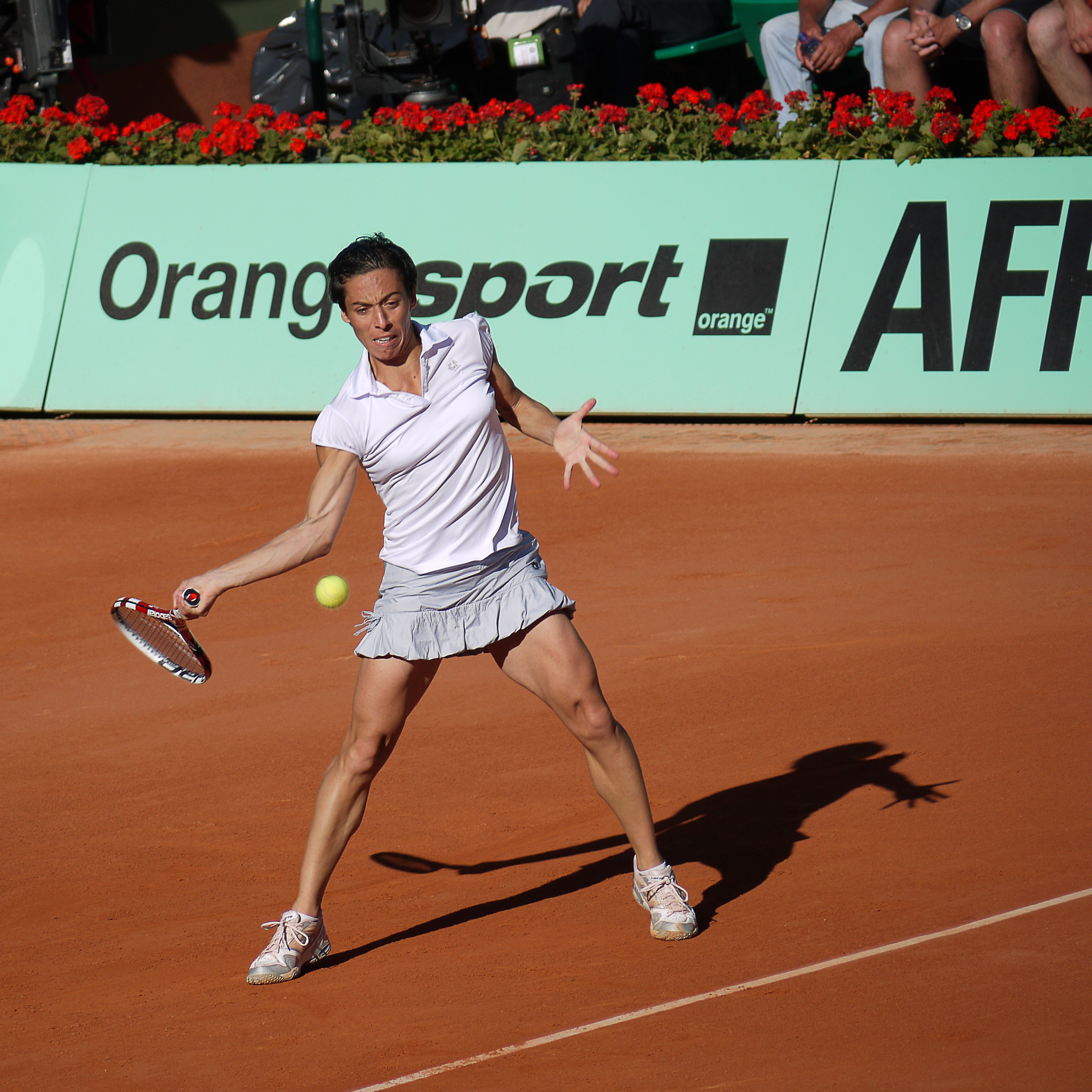
Francesca Schiavone, finalista degli ultimi due anni, eliminata a sorpresa al terzo turno

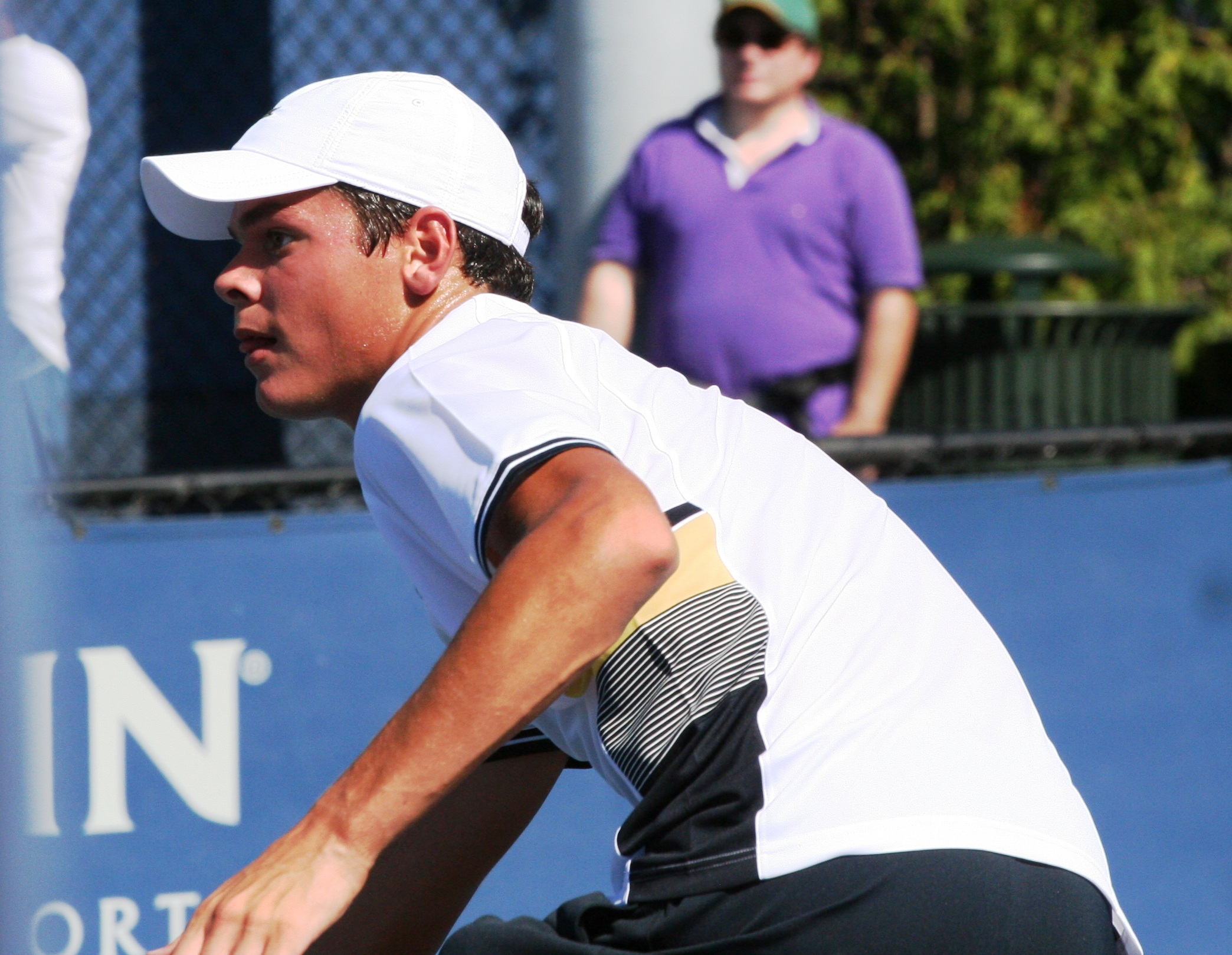
Milos Raonic, testa di serie n. 19, eliminato al terzo turno

Nel torneo del singolare maschile lo spagnolo Rafael Nadal ha sconfitto il qualificato argentino Eduardo Schwank per 6-1, 6-3, 6-4. Lo scozzese Andy Murray ha battuto il colombiano Santiago Giraldo per 6-3 6-4 6-4. Il tedesco Tommy Haas ha perso contro il francese Richard Gasquet perdendo il primo set al tiebreak ma imponendosi nei tre parziali successivi con il punteggio di 6-2, 6-0, 6-0. David Ferrer ha estromesso dal torneo il russo Michail Južnyj che ha perso per 6-0, 6-2, 6-2. Lo spagnolo Nicolás Almagro ha sconfitto l'argentino Leonardo Mayer (6-4, 6-1, 6-2), Janko Tipsarević ha battuto il francese Julien Benneteau 6-3, 7-5, 6-4. Marcel Granollers ha vinto su Paul-Henry Mathieu e l'argentino Juan Mónaco ha sconfitto il canadese Milos Raonic per 6-3 6-7 6-3 6-7 6-4.
Nel torneo del singolare femminile la russa Marija Šarapova ha sconfitto la cinese Peng Shuai battuta nettamente per 6-2, 6-1. L'estone Kaia Kanepi ha estromesso dal torneo la danese Caroline Wozniacki che nell'ultimo match giocato su Court Suzanne Lenglen ha perso con il punteggio di 6-3, 6(3)–7, 6-3. La ceca Petra Kvitová ha battuto in tre set Nina Bratčikova con il punteggio di 6-2, 4-6, 6-1. La detentrice del titolo, la cinese Li Na ha sconfitto l'americana Christina McHale lasciando solo tre game ed imponendosi per 6-2, 6-1. Varvara Lepchenko ha battuto l'italiana Francesca Schiavone con il punteggio di 3-6 6-4 8-6.
Sono passate al turno successivo Jaroslava Švedova, la ceca Klára Koukalová e l'olandese Arantxa Rus.
| Incontri sui campi principali                         | Incontri sui campi principali                         | Incontri sui campi principali                         | Incontri sui campi principali                         |
| Incontri sul Court Philippe Chatrier (Campo centrale) | Incontri sul Court Philippe Chatrier (Campo centrale) | Incontri sul Court Philippe Chatrier (Campo centrale) | Incontri sul Court Philippe Chatrier (Campo centrale) |
| Turno                                                 | Vincitore                                             | Perdente                                              | Punteggio                                             |
| ----------------------------------------------------- | ----------------------------------------------------- | ----------------------------------------------------- | ----------------------------------------------------- |
| 3º turno singolare femminile                          | Petra Kvitová [4]                                     | Nina Bratčikova                                       | 6-2, 4-6, 6-1                                         |
| 3º turno singolare maschile                           | Janko Tipsarević [8]                                  | Julien Benneteau [29]                                 | 6-3, 7-5, 6-4                                         |
| 3º turno singolare femminile                          | Marija Šarapova [2]                                   | Peng Shuai [28]                                       | 6-2, 6-1                                              |
| 3º turno singolare maschile                           | Rafael Nadal [2]                                      | Eduardo Schwank [Q]                                   | 6-1, 6-3, 6-4                                         |
| Incontri sul Court Suzanne Lenglen (Grandstand)       |                                                       |                                                       |                                                       |
| Turno                                                 | Vincitore                                             | Perdente                                              | Punteggio                                             |
| 3º turno singolare maschile                           | David Ferrer [6]                                      | Michail Južnyj [27]                                   | 6-0, 6-2, 6-2                                         |
| 3º turno singolare femminile                          | Li Na [7]                                             | Christina McHale                                      | 3-6, 6-2, 6-1                                         |
| 3º turno singolare maschile                           | Richard Gasquet [17]                                  | Tommy Haas [18]                                       | 63-7, 6-3, 6-0, 6-0                                   |
| 3º turno singolare femminile                          | Kaia Kanepi [23]                                      | Caroline Wozniacki [9]                                | 6-3, 63-7, 6-3                                        |

- Teste di serie eliminate:
  - Singolare maschile:  Milos Raonic (19),  Michail Južnyj (27),  Julien Benneteau (29)
  - Singolare femminile:  Caroline Wozniacki (9),  Francesca Schiavone (14),  Anastasija Pavljučenkova (22),  Julia Görges (25),  Peng Shuai (28).
  - Doppio maschile:  Mariusz Fyrstenberg /  Marcin Matkowski (4),  Leander Paes /  Alexander Peya (7),  Jürgen Melzer /  Philipp Petzschner (8).
  - Doppio femminile:  Arantxa Parra Santonja /  Anabel Medina Garrigues (11)
  - Doppio misto: Katarina Srebotnik /  (3),  Nadia Petrova /  Daniel Nestor (6).

### 3 giugno (8º giorno)
Nell'8ª giornata si sono giocati gli incontri del quarto turno dei singolari maschili e femminili e del secondo e terzo turno del doppio maschile, femminile e misto. Sono iniziati i tornei riservati alla categoria juniores in base al programma della giornata

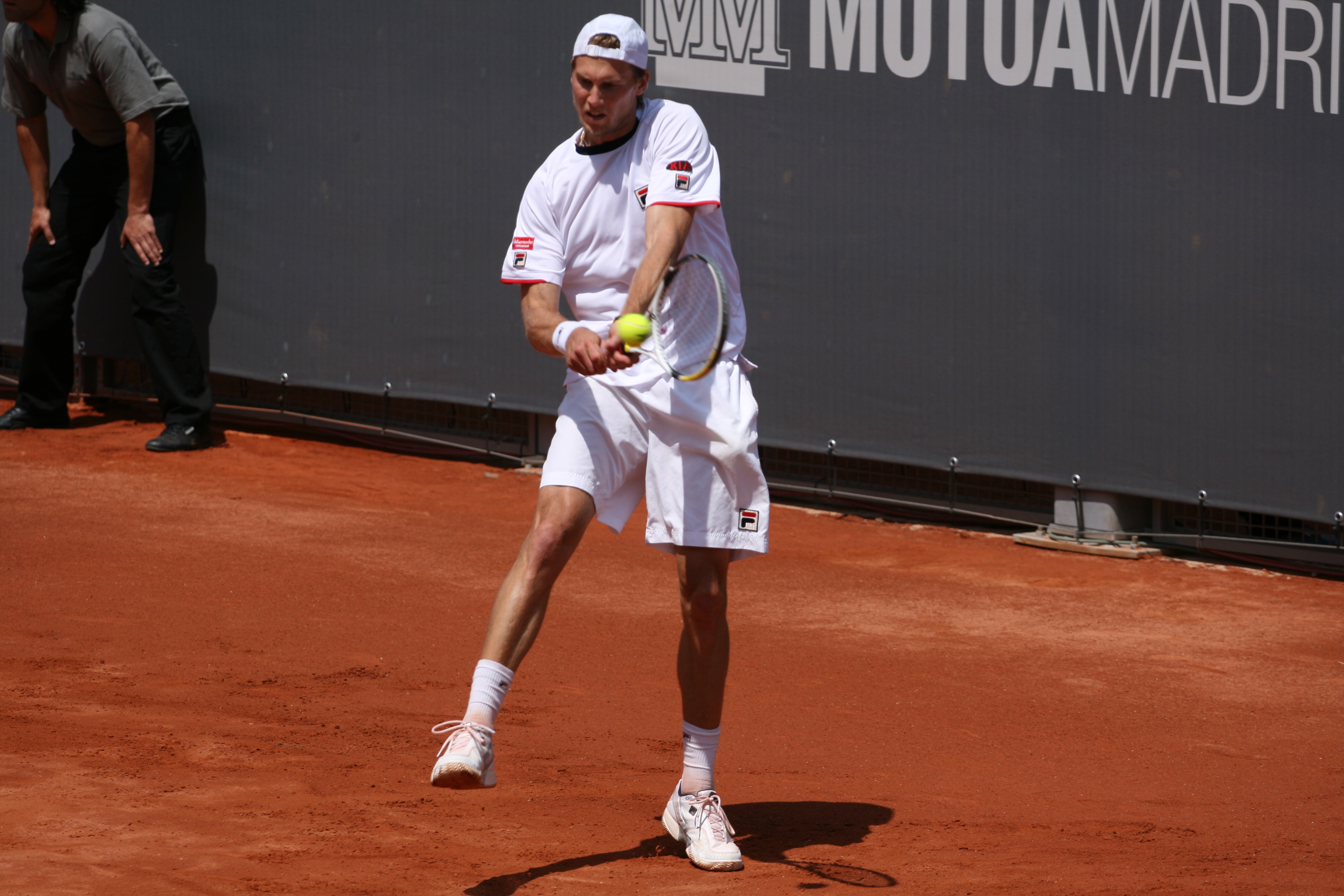
Andreas Seppi perde contro il nº 1 del mondo Novak Đoković

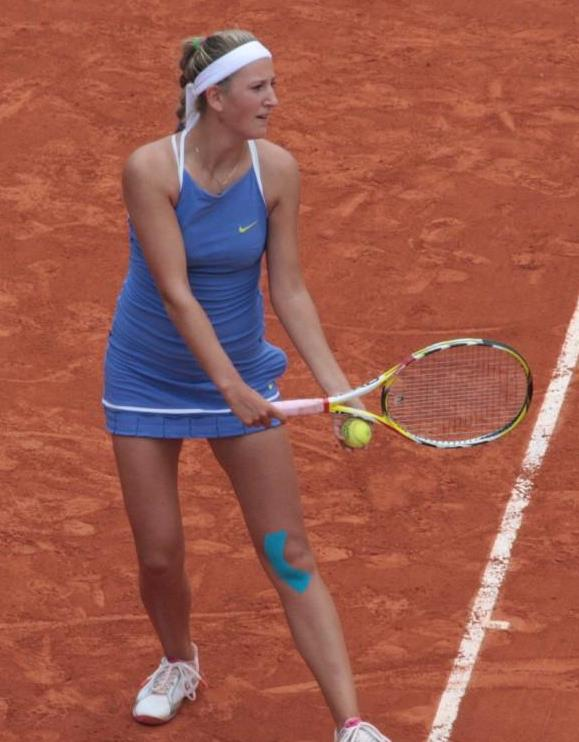
la numero 1 del mondo Viktoryja Azaranka esce nel 4º turno del singolare femminile

Nel torneo del singolare maschile il serbo Novak Đoković ha sconfitto l'italiano Andreas Seppi che prolunga il match al quinto set ma perde per 4-6, 6(5)–7, 6-3, 7-5, 6-3 in 4 ore e 20 minuti di gioco. Lo svizzero Roger Federer ha battuto il belga David Goffin sconfitto per 5-7, 7-5, 6-2, 6-4. Gli incontri tra Stan Wawrinka e Jo-Wilfried Tsonga, e Juan Martín del Potro contro Tomáš Berdych sono stati sospesi per oscurità.
Nel torneo del singolare femminile la bielorussa Viktoryja Azaranka ha perso contro la slovacca Dominika Cibulková. La testa di serie numero 15 ha battuto la prima con il punteggio di 6-2, 7–6(4). L'australiana Samantha Stosur ha battuto l'americana Sloane Stephens per 7-5, 6-4. L'italiana Sara Errani ha estromesso dal torneo la russa Svetlana Kuznecova senza concedere nessun game nel primo set e vincendo l'incontro per 6-0, 7-5.
| Incontri sui campi principali                         | Incontri sui campi principali                         | Incontri sui campi principali                         | Incontri sui campi principali                         |
| Incontri sul Court Philippe Chatrier (Campo centrale) | Incontri sul Court Philippe Chatrier (Campo centrale) | Incontri sul Court Philippe Chatrier (Campo centrale) | Incontri sul Court Philippe Chatrier (Campo centrale) |
| Turno                                                 | Vincitore                                             | Perdente                                              | Punteggio                                             |
| ----------------------------------------------------- | ----------------------------------------------------- | ----------------------------------------------------- | ----------------------------------------------------- |
| 4º turno singolare femminile                          | Sara Errani [21]                                      | Svetlana Kuznecova [26]                               | 6-0, 7-5                                              |
| 4º turno singolare maschile                           | Novak Đoković [1]                                     | Andreas Seppi [22]                                    | 4-6, 65-7, 6-3, 7-5, 6-3                              |
| 4º turno singolare maschile                           | Jo-Wilfried Tsonga [5]                                | Stan Wawrinka [18]                                    | 6-4, 7-66, 3-6, 3-6, 6-4                              |
| Incontri sul Court Suzanne Lenglen (Grandstand)       |                                                       |                                                       |                                                       |
| Turno                                                 | Vincitore                                             | Perdente                                              | Punteggio                                             |
| 4º turno singolare femminile                          | Angelique Kerber                                      | Petra Martić                                          | 6-3, 7-5                                              |
| 4º turno singolare femminile                          | Dominika Cibulková [15]                               | Viktoryja Azaranka [1]                                | 6-2, 7-64                                             |
| 4º turno singolare maschile                           | Roger Federer [3]                                     | David Goffin [LL]                                     | 5-7, 7-5, 6-2, 6-4                                    |
| 4º turno singolare maschile                           | Juan Martín del Potro [9]                             | Tomáš Berdych [7]                                     | 7–66, 1–6, 6–3, 7-5                                   |

- Teste di serie eliminate:
  - Singolare maschile:  Andreas Seppi (22)
  - Singolare femminile:  Viktoryja Azaranka (1),  Svetlana Kuznecova (26)
  - Doppio maschile:  Eric Butorac /  Bruno Soares (12),  Scott Lipsky /  Rajeev Ram (15),  Juan Sebastián Cabal /  Robert Farah (16)
  - Doppio femminile: Nessuna
  - Doppio misto: Nessuna

### 4 giugno (9º giorno)
Nella 9ª giornata si sono giocati gli incontri del quarto turno dei singolari maschili e femminili e i quarti di finale del doppio maschile, femminile e misto. Sono andati avanti i tornei riservati alla categoria juniores in base al programma della giornata

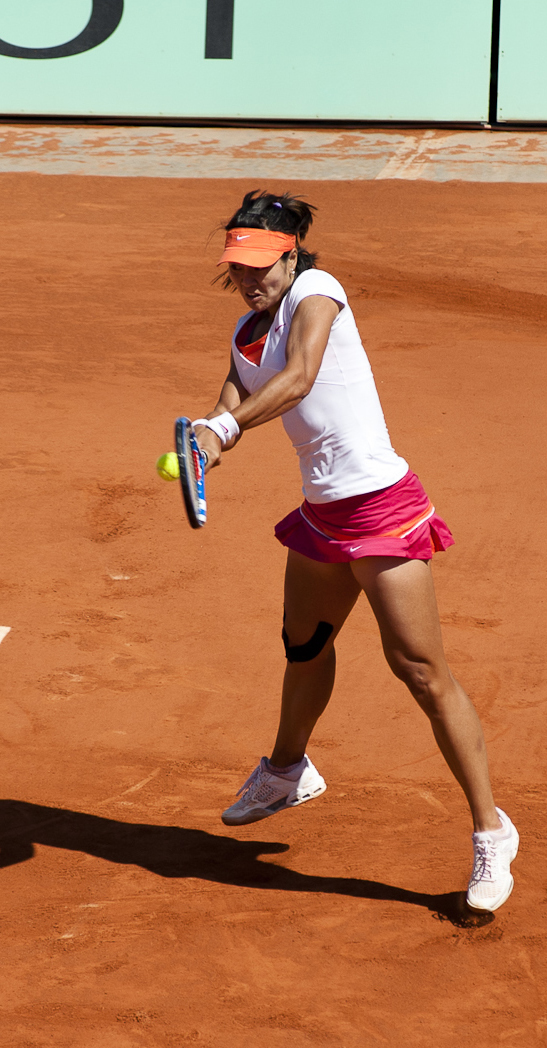
Li Na, detentrice del titolo, sconfitta a sorpresa al quarto turno dalla qualificata Jaroslava Švedova

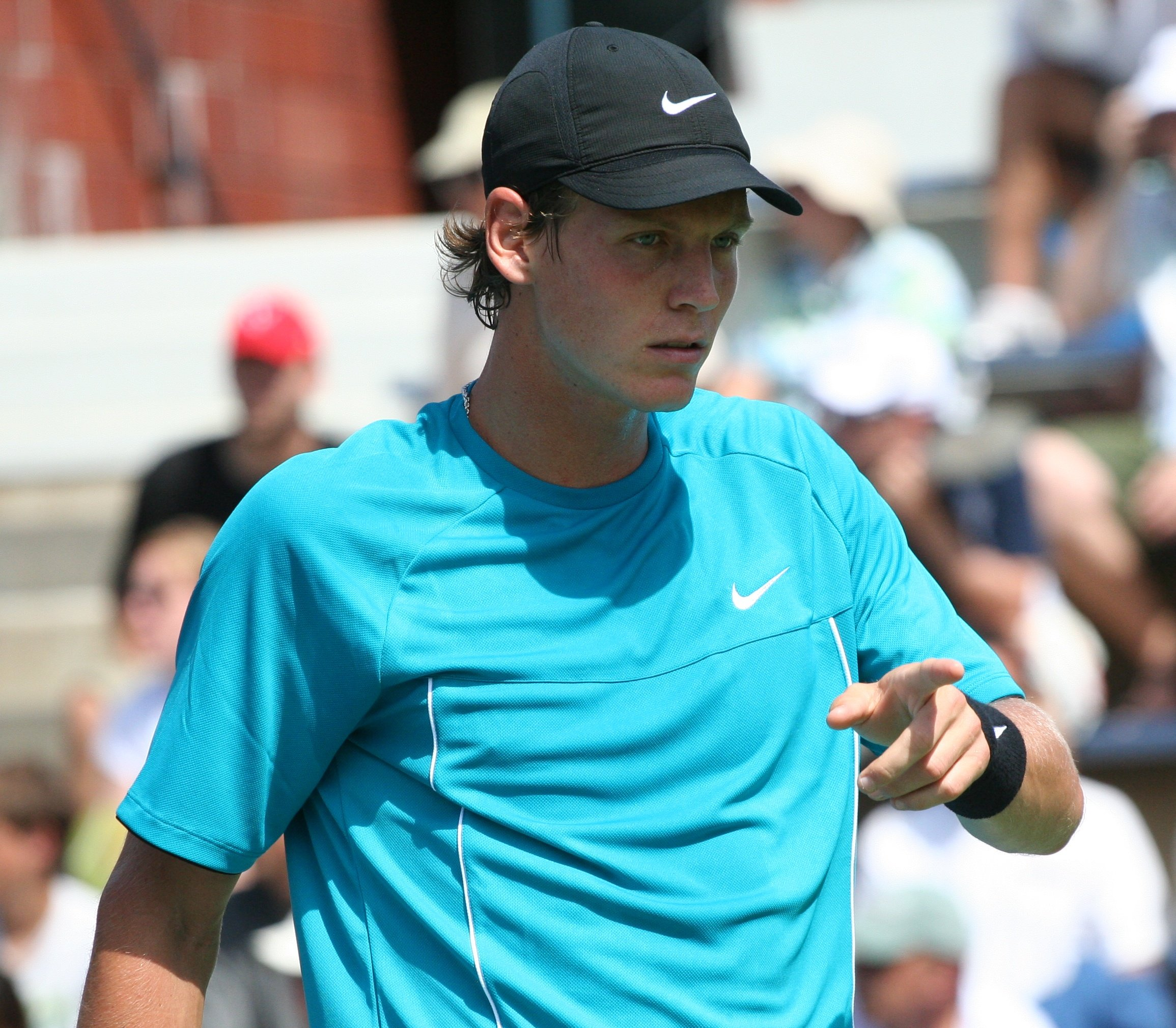
Tomáš Berdych, testa di serie n.7, esce dal torneo al quarto turno

Nel torneo del singolare maschile lo spagnolo Rafael Nadal ha battuto l'argentino Juan Mónaco per 6-2 6-0 6-0. Ha passato il turno il britannico Andy Murray che ha estromesso dal torneo il francese Richard Gasquet battuto per 1-6, 6-4, 6-1, 6-2. Il francese Jo-Wilfried Tsonga ha sconfitto al quinto set lo svizzero Stan Wawrinka che ha perso per 6-4, 7–6(6), 3-6, 3-6, 6-4. L'argentino Juan Martín del Potro ha avuto la meglio sul ceco Tomáš Berdych sconfitto per 7–6(6), 1-6, 6-3, 7-5. Lo spagnolo David Ferrer ha estromesso dal torneo il connazionale Marcel Granollers vincendo con il punteggio di 6-3, 6-2, 6-0. Nicolás Almagro ha battuto il serbo Janko Tipsarević che esce sconfitto in tre set con il punteggio di 6-4, 6-4, 6-4.
Nel torneo del singolare femminile la russa Marija Šarapova ha sconfitto Klára Koukalová per 6-4 6-7 6-2. La detentrice del titolo, la cinese Li Na è stata eliminata da Jaroslava Švedova che l'ha battuta nettamente con il punteggio di 6-2 6-0.
Sono passate al turno successivo anche Petra Kvitová che ha battuto Varvara Lepchenko e l'estone Kaia Kanepi vincitrice su Arantxa Rus per 6-1 4-6 6-0.
| Incontri sui campi principali                         | Incontri sui campi principali                         | Incontri sui campi principali                         | Incontri sui campi principali                         |
| Incontri sul Court Philippe Chatrier (Campo centrale) | Incontri sul Court Philippe Chatrier (Campo centrale) | Incontri sul Court Philippe Chatrier (Campo centrale) | Incontri sul Court Philippe Chatrier (Campo centrale) |
| Turno                                                 | Vincitore                                             | Perdente                                              | Punteggio                                             |
| ----------------------------------------------------- | ----------------------------------------------------- | ----------------------------------------------------- | ----------------------------------------------------- |
| 4º turno singolare maschile                           | David Ferrer [6]                                      | Marcel Granollers [20]                                | 6-3, 6-2, 6-0                                         |
| 4º turno singolare maschile                           | Jo-Wilfried Tsonga                                    | Stan Wawrinka                                         | 6-4, 7-66, 3-6, 3-6, 6-4 *                            |
| 4º turno singolare femminile                          | Marija Šarapova [2]                                   | Klára Koukalová                                       | 6-4, 65-7, 6-2                                        |
| 4º turno singolare maschile                           | Andy Murray [4]                                       | Richard Gasquet [17]                                  | 1-6, 6-4, 6-1, 6-2                                    |
| Incontri sul Court Suzanne Lenglen (Grandstand)       |                                                       |                                                       |                                                       |
| Turno                                                 | Vincitore                                             | Perdente                                              | Punteggio                                             |
| 4º turno singolare maschile                           | Nicolás Almagro [12]                                  | Janko Tipsarević [8]                                  | 6-4, 6-4, 6-4                                         |
| 4º turno singolare maschile                           | Juan Martín del Potro                                 | Tomáš Berdych                                         | 7-66, 1-6, 6-3, 7-5 **                                |
| 4º turno singolare femminile                          | Jaroslava Švedova [Q]                                 | Li Na [7]                                             | 3-6, 6-2, 6-0                                         |
| 4º turno singolare maschile                           | Rafael Nadal [2]                                      | Juan Mónaco [13]                                      | 6-2, 6-0, 6-0                                         |
| 4º turno singolare femminile                          | Kaia Kanepi [23]                                      | Arantxa Rus                                           | 6-1, 4-6, 6-0                                         |

* Si è giocato solo dal 4-2 Tsonga nel 5º set

** Si è giocato solo l'intero 4º set
- Teste di serie eliminate:
  - Singolare maschile:  Tomáš Berdych (7),  Janko Tipsarević (8),  Juan Mónaco (13),  Richard Gasquet (17),  Stan Wawrinka (18),  Marcel Granollers (20)
  - Singolare femminile:  Li Na (7)
  - Doppio maschile: Nessuna
  - Doppio femminile:  Ekaterina Makarova /  Elena Vesnina (6),  Jarmila Gajdošová /  Anastasija Rodionova (14)
  - Doppio misto:  Květa Peschke /  Mike Bryan (2)

### 5 giugno (10º giorno)
Nella 10ª giornata si sono giocano gli incontri di quarti di finale dei singolari maschili e femminili e del doppio maschile, femminile e misto. Sono andati avanti i tornei riservati alla categoria juniores e iniziati i tornei riservati alle leggende del tennis del passato in base al programma della giornata

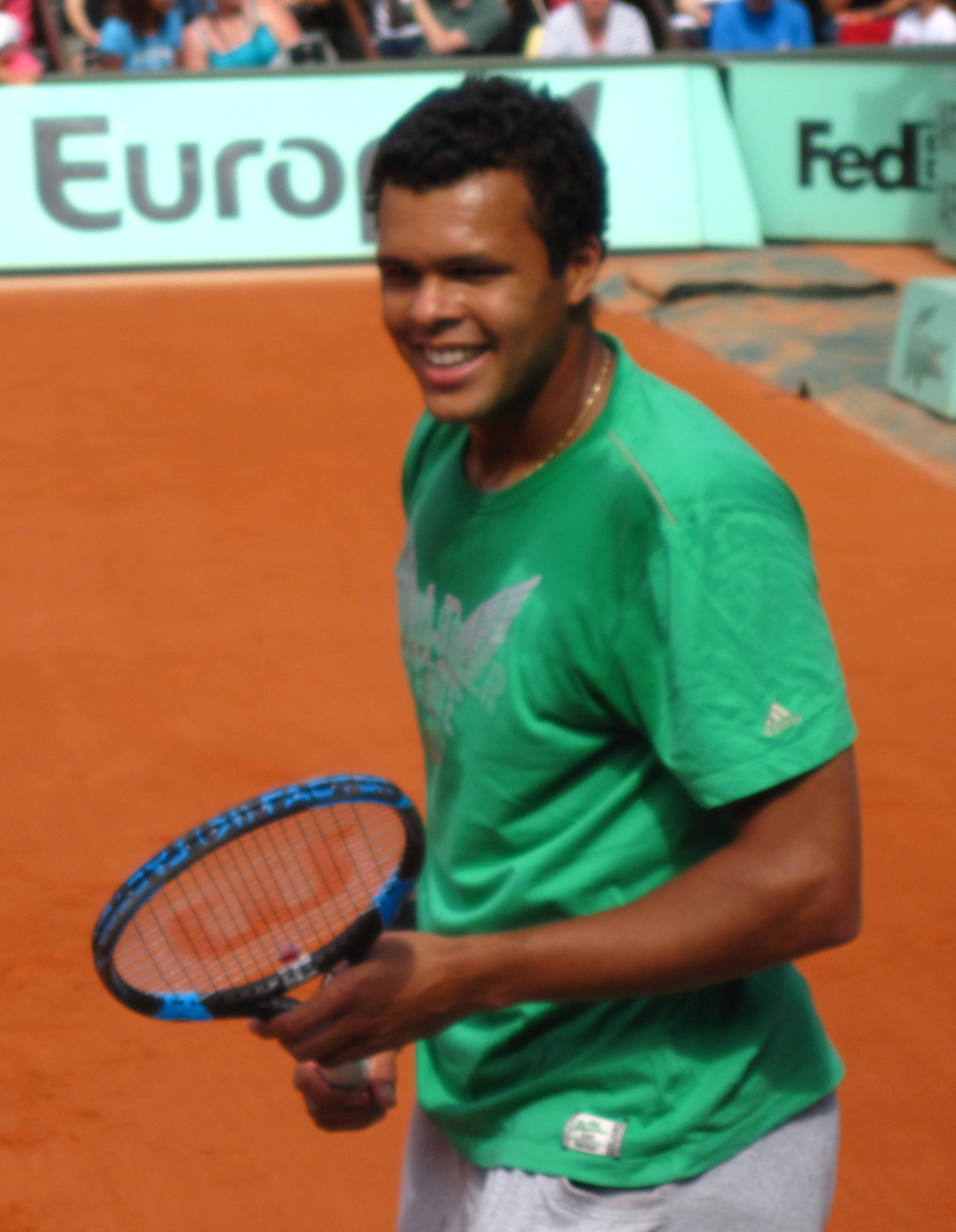
Jo-Wilfried Tsonga esce nei quarti di finale dopo aver sprecato 4 match point

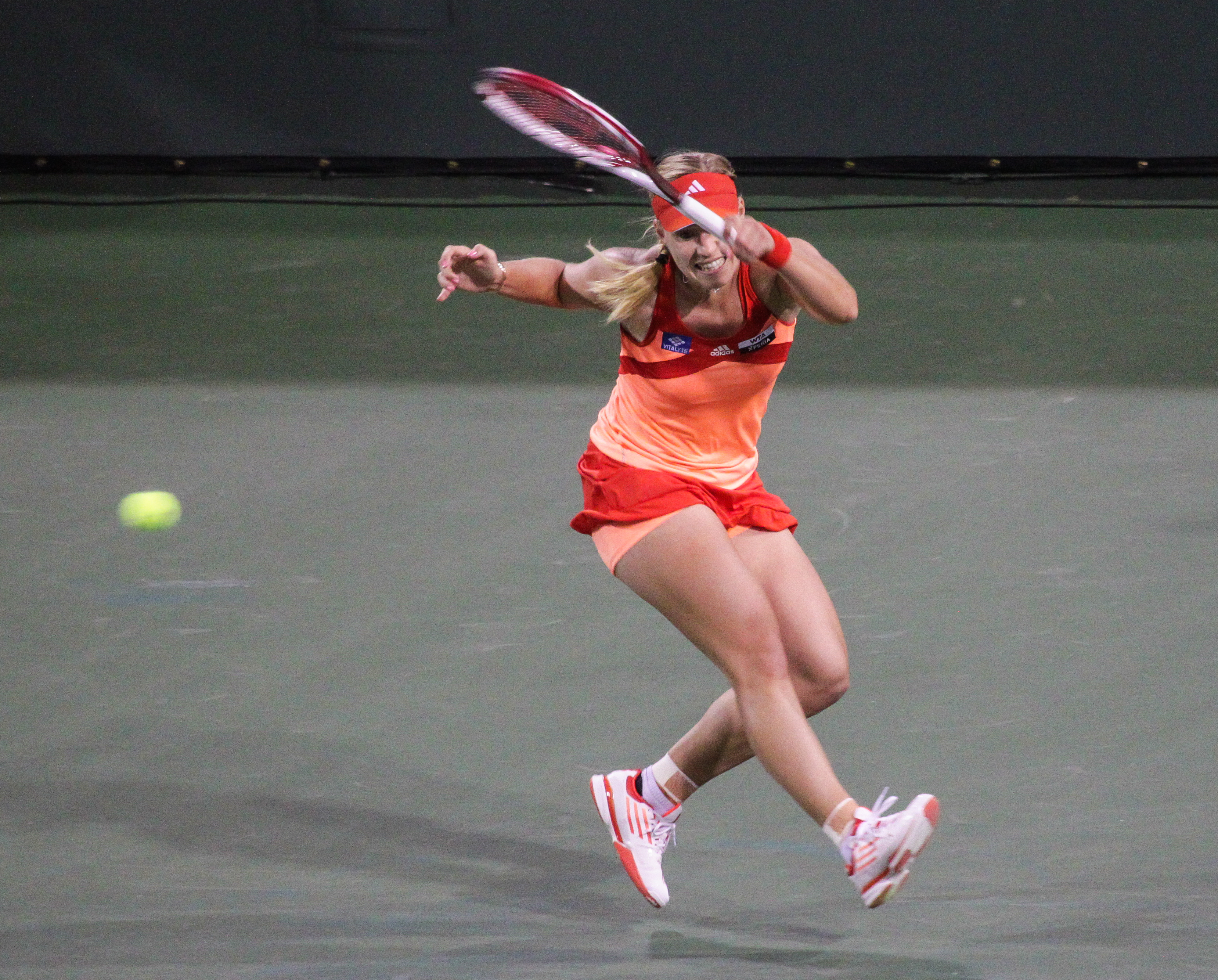
Angelique Kerber ha perso nei quarti di finale contro Sara Errani

Nel torneo del singolare maschile il numero 1 del mondo Novak Đoković ha sconfitto il francese Jo-Wilfried Tsonga. La partita si è protratta fino al quinto set e si è conclusa con il punteggio di 6-1, 5-7, 5-7, 7–6(6), 6-1. Lo svizzero Roger Federer ha battuto l'argentino Juan Martín del Potro nell'ultimo match giocato sul Court Suzanne Lenglen in cinque set con il punteggio di 3-6, 6(4)–7, 6-2, 6-0, 6-3.
Nel torneo del singolare femminile l'italiana Sara Errani ha sconfitto la tedesca Angelique Kerber per 6-3, 7–6(2) approdando per la prima volta in carriera in semifinale al Roland Garros. L'australiana Samantha Stosur ha estromesso dal torneo la slovacca Dominika Cibulková che è stata sconfitta con il punteggio di 6-4, 6-1.
| Incontri sui campi principali                         | Incontri sui campi principali                         | Incontri sui campi principali                         | Incontri sui campi principali                         |
| Incontri sul Court Philippe Chatrier (Campo centrale) | Incontri sul Court Philippe Chatrier (Campo centrale) | Incontri sul Court Philippe Chatrier (Campo centrale) | Incontri sul Court Philippe Chatrier (Campo centrale) |
| Turno                                                 | Vincitore                                             | Perdente                                              | Punteggio                                             |
| ----------------------------------------------------- | ----------------------------------------------------- | ----------------------------------------------------- | ----------------------------------------------------- |
| Quarti di finale singolare femminile                  | Samantha Stosur [6]                                   | Dominika Cibulková [15]                               | 6-4, 6-1                                              |
| Quarti di finale singolare maschile                   | Novak Đoković [1]                                     | Jo-Wilfried Tsonga [5]                                | 6-1, 5-7, 5-7, 7-66, 6-1                              |
| Incontri sul Court Suzanne Lenglen (Grandstand)       |                                                       |                                                       |                                                       |
| Turno                                                 | Vincitore                                             | Perdente                                              | Punteggio                                             |
| Quarti di finale singolare femminile                  | Sara Errani [21]                                      | Angelique Kerber [10]                                 | 6-3, 7-62                                             |
| Quarti di finale singolare maschile                   | Roger Federer [3]                                     | Juan Martín del Potro [9]                             | 3-6, 64-7, 6-2, 6-0, 6-3                              |

- Teste di serie eliminate:
  - Singolare maschile:  Jo-Wilfried Tsonga (5),  Juan Martín del Potro (9)
  - Singolare femminile:  Angelique Kerber (10),  Dominika Cibulková (15)
  - Doppio maschile:  Michaël Llodra /  Nenad Zimonjić (3).
  - Doppio femminile:  Květa Peschke /  Katarina Srebotnik (2), Vania King /  Jaroslava Švedova (3).
  - Doppio misto: Liezel Huber /  Maks Mirny (1).

### 6 giugno (11º giorno)
Nell'11ª giornata si sono giocati gli incontri di quarti di finale dei singolari maschili e femminili e le semifinali del doppio femminile e misto. Sono andati avanti i tornei riservati alla categoria juniores e i tornei riservati alle leggende del tennis del passato. Sono iniziati i tornei riservati agli atleti in carrozzina in base al programma della giornata

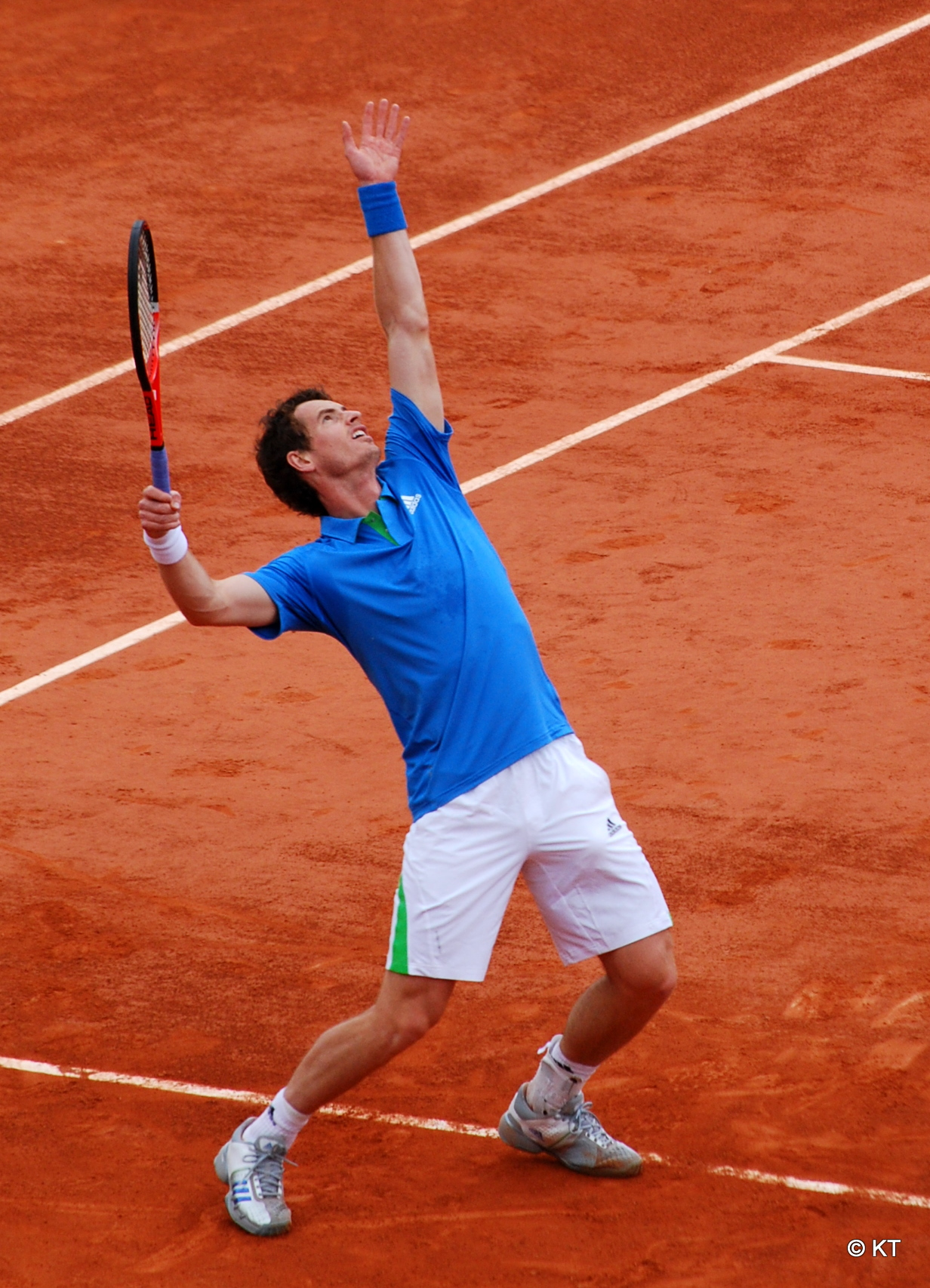
Andy Murray, testa di serie n.4, eliminato ai quarti

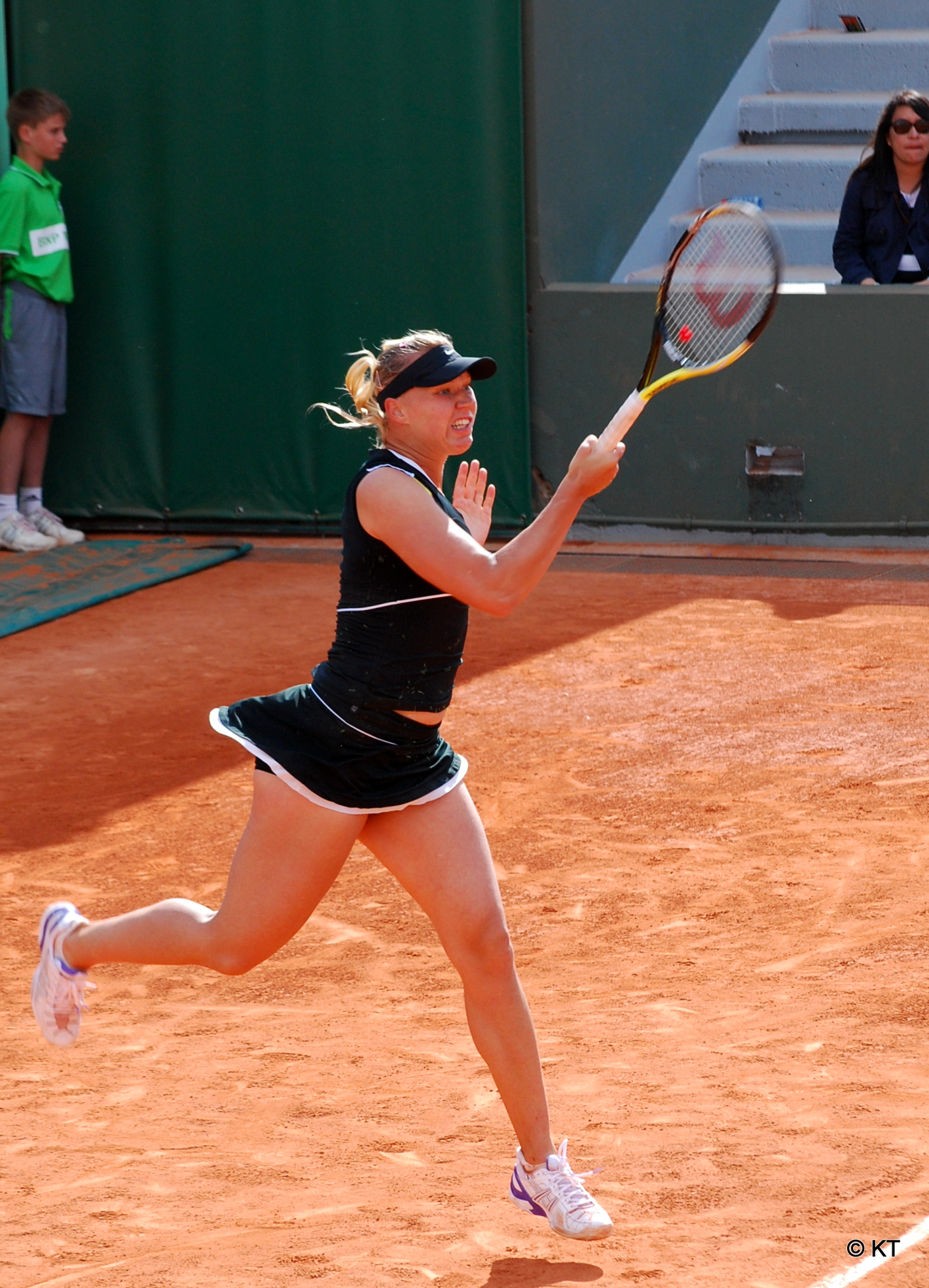
Kaia Kanepi esce ai quarti di finale

Nel torneo del singolare maschile Lo spagnolo Rafael Nadal ha battuto il connazionale Nicolás Almagro senza concedere un set e vincendo con il punteggio complessivo di 7–6(4), 6-2, 6-3.
Nel torneo del singolare femminile la russa Marija Šarapova ha sconfitto l'estone Kaia Kanepi sul primo incontro disputato sul Court Suzanne Lengle vincendo per 2-6, 6-2 6-4.
| Incontri sui campi principali                         | Incontri sui campi principali                                                   | Incontri sui campi principali                                                   | Incontri sui campi principali                         |
| Incontri sul Court Philippe Chatrier (Campo centrale) | Incontri sul Court Philippe Chatrier (Campo centrale)                           | Incontri sul Court Philippe Chatrier (Campo centrale)                           | Incontri sul Court Philippe Chatrier (Campo centrale) |
| Turno                                                 | Vincitore                                                                       | Perdente                                                                        | Punteggio                                             |
| ----------------------------------------------------- | ------------------------------------------------------------------------------- | ------------------------------------------------------------------------------- | ----------------------------------------------------- |
| Quarti di finale singolare femminile                  | Marija Šarapova [2]                                                             | Kaia Kanepi [23]                                                                | 6-2, 6-3                                              |
| Quarti di finale singolare maschile                   | Rafael Nadal [2]                                                                | Nicolás Almagro [12]                                                            | 7-64, 6-2, 6-3                                        |
| Semifinali doppio femminile                           | Marija Kirilenko / Nadia Petrova [7] vs. Andrea Hlaváčková / Lucie Hradecká [5] | Marija Kirilenko / Nadia Petrova [7] vs. Andrea Hlaváčková / Lucie Hradecká [5] | 4–6, 7–5, sospeso                                     |
| Incontri sul Court Suzanne Lenglen (Grandstand)       |                                                                                 |                                                                                 |                                                       |
| Turno                                                 | Vincitore                                                                       | Perdente                                                                        | Punteggio                                             |
| Quarti di finale singolare femminile                  | Petra Kvitová [4]                                                               | Jaroslava Švedova [Q]                                                           | 3-6, 6-2, 6-4                                         |
| Quarti di finale singolare maschile                   | David Ferrer [6]                                                                | Andy Murray [4]                                                                 | 6-4, 63-7, 6-3, 6-2                                   |

- Teste di serie eliminate:
  - Singolare maschile: Andy Murray (4),  Nicolás Almagro (12)
  - Singolare femminile:  Kaia Kanepi (23).
  - Doppio femminile:  Nuria Llagostera Vives /  María José Martínez Sánchez (12).
  - Doppio misto:  Elena Vesnina /  Leander Paes (5).

### 7 giugno (12º giorno)
Nella 12ª giornata si sono giocati gli incontri di semifinali del singolare femminile, le semifinali del doppio maschile, la prosecuzione di una semifinale del doppio femminile e la finale del doppio misto. Sono andati avanti i tornei riservati alla categoria juniores, quelli riservati alle leggende del tennis del passato e quelli riservati agli atleti in carrozzina in base al programma della giornata

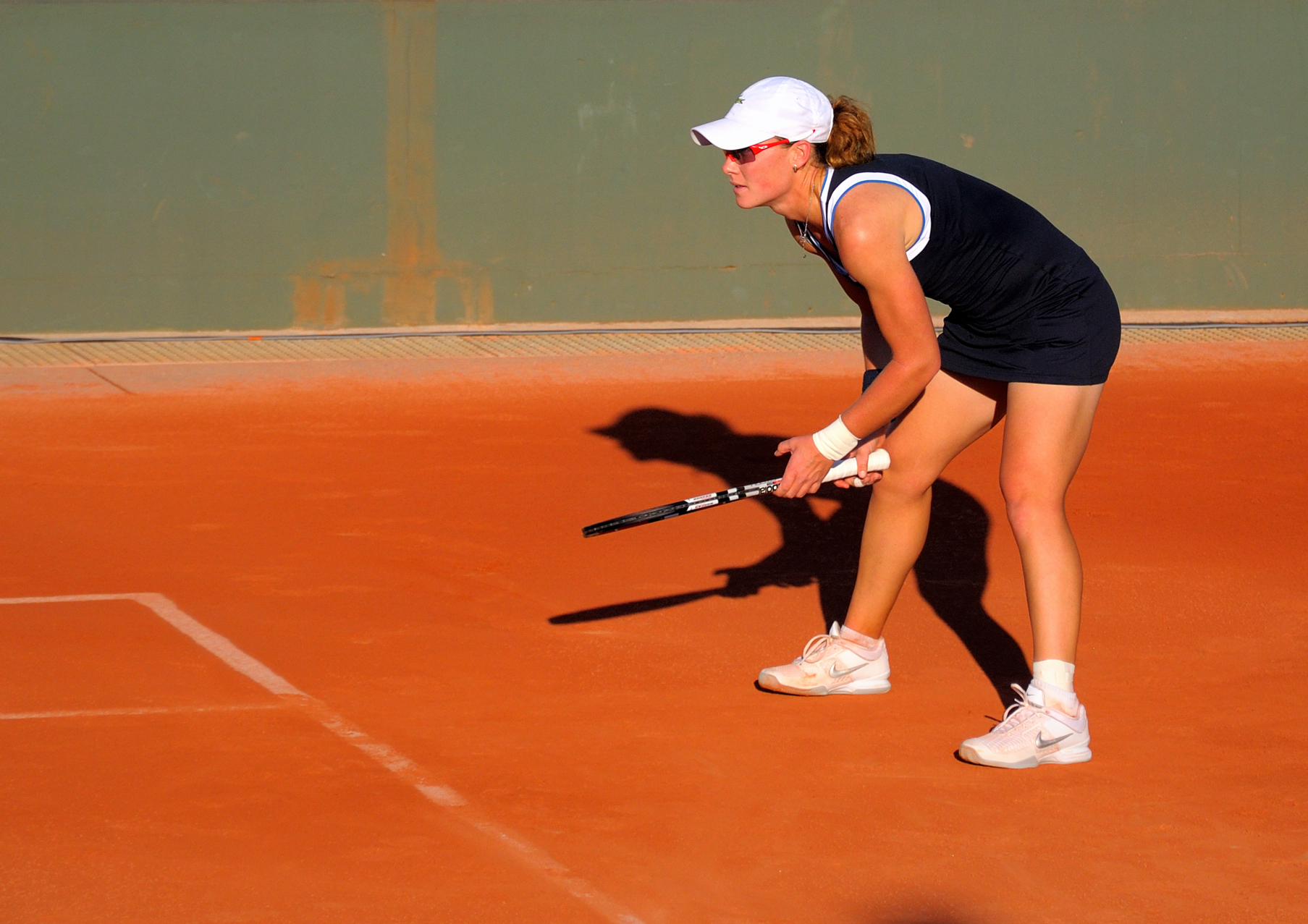
Samantha Stosur, finalista del 2010, esce in semifinale

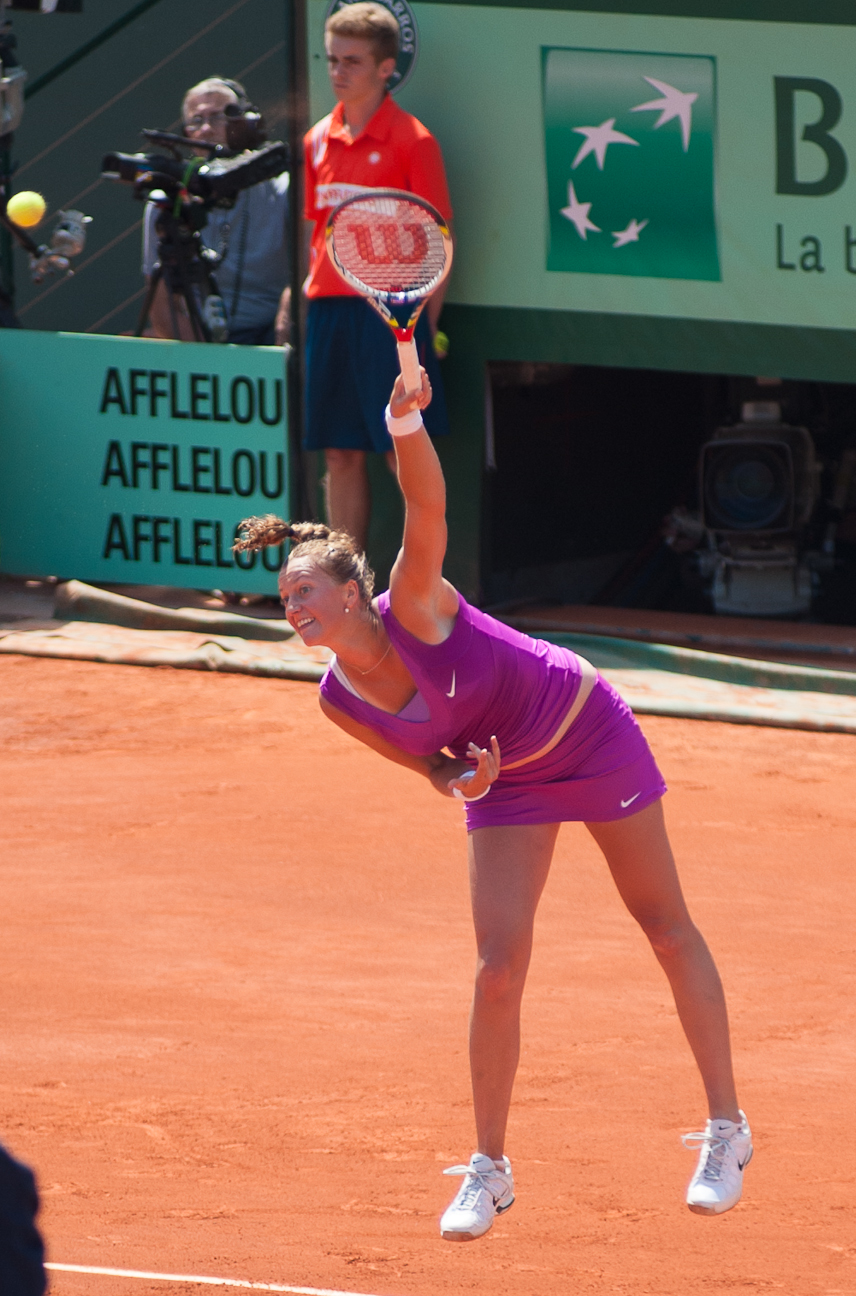
Petra Kvitová perde contro Marija Šarapova

Nel torneo del singolare femminile L'italiana Sara Errani ha sconfitto l'australiana Samantha Stosur con il punteggio di 7-5 1-6 6-3.
La russa Marija Šarapova ha superato la sua semifinale sconfiggendo la ceca Petra Kvitová per 6-3 6-4.
L'indiano Mahesh Bhupathi ha vinto il doppio misto insieme alla connazionale Sania Mirza battendo in finale Klaudia Jans-Ignacik e Santiago González per 7–6(3), 6-1.
| Incontri sui campi principali                         | Incontri sui campi principali                         | Incontri sui campi principali                         | Incontri sui campi principali                         |
| Incontri sul Court Philippe Chatrier (Campo centrale) | Incontri sul Court Philippe Chatrier (Campo centrale) | Incontri sul Court Philippe Chatrier (Campo centrale) | Incontri sul Court Philippe Chatrier (Campo centrale) |
| Turno                                                 | Vincitore                                             | Perdente                                              | Punteggio                                             |
| ----------------------------------------------------- | ----------------------------------------------------- | ----------------------------------------------------- | ----------------------------------------------------- |
| Semifinali singolare femminile                        | Sara Errani [21]                                      | Samantha Stosur [6]                                   | 7-5, 1-6, 6-3                                         |
| Semifinali singolare femminile                        | Marija Šarapova [2]                                   | Petra Kvitová [4]                                     | 6-3, 6-3                                              |
| Finale doppio misto                                   | Sania Mirza [7] Mahesh Bhupathi [7]                   | Klaudia Jans-Ignacik [ALT] Santiago González [ALT]    | 7-63, 6-1                                             |
| Incontri sul Court Suzanne Lenglen (Grandstand)       |                                                       |                                                       |                                                       |
| Turno                                                 | Vincitore                                             | Perdente                                              | Punteggio                                             |
| Doppio leggende over 45                               | Guy Forget Henri Leconte                              | Peter McNamara Mark Woodforde                         | 7-5, 6-4                                              |
| Semifinali doppio femminile                           | Marija Kirilenko [7] Nadia Petrova [7]                | Andrea Hlaváčková [5] Lucie Hradecká [5]              | 4–6, 7–5, 7-5 *                                       |
| Semifinali doppio maschile                            | Maks Mirny [1] Daniel Nestor [1]                      | Daniele Bracciali [14] Potito Starace [14]            | 6-3, 6-4                                              |
| Semifinali doppio maschile                            | Bob Bryan [2] Mike Bryan [2]                          | Aisam-ul-Haq Qureshi [10] Jean-Julien Rojer [10]      | 6-3, 7-66                                             |

* Si è giocato l'intero terzo set.
- Teste di serie eliminate:
  - Singolare femminile:  Petra Kvitová (4),  Samantha Stosur (6).
  - Doppio maschile:  Aisam-ul-Haq Qureshi /  Jean-Julien Rojer (10),  Daniele Bracciali /  Potito Starace (14).
  - Doppio femminile:  Andrea Hlaváčková /  Lucie Hradecká (5).
  - Doppio misto: Nessuna

### 8 giugno (13º giorno)
Nella 13ª giornata si sono giocati gli incontri di semifinali del singolare maschile e la finale del doppio femminile. Sono andati avanti i tornei riservati alla categoria juniores e quelli riservati alle leggende del tennis del passato. Si sono conclusi i tornei riservati agli atleti in carrozzina in base al programma della giornata

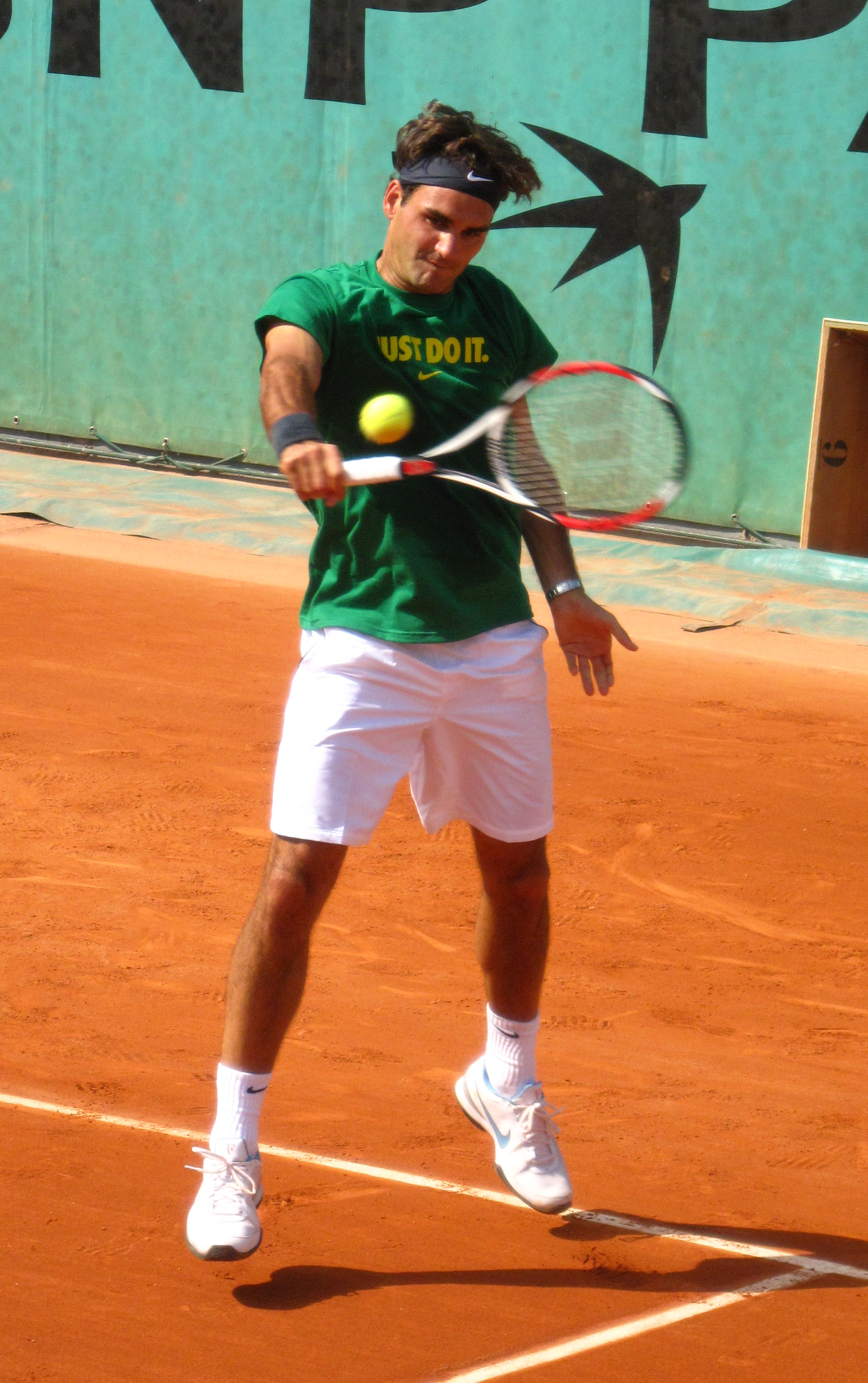
Roger Federer, vincitore qui nel 2009, si ferma in semifinale.

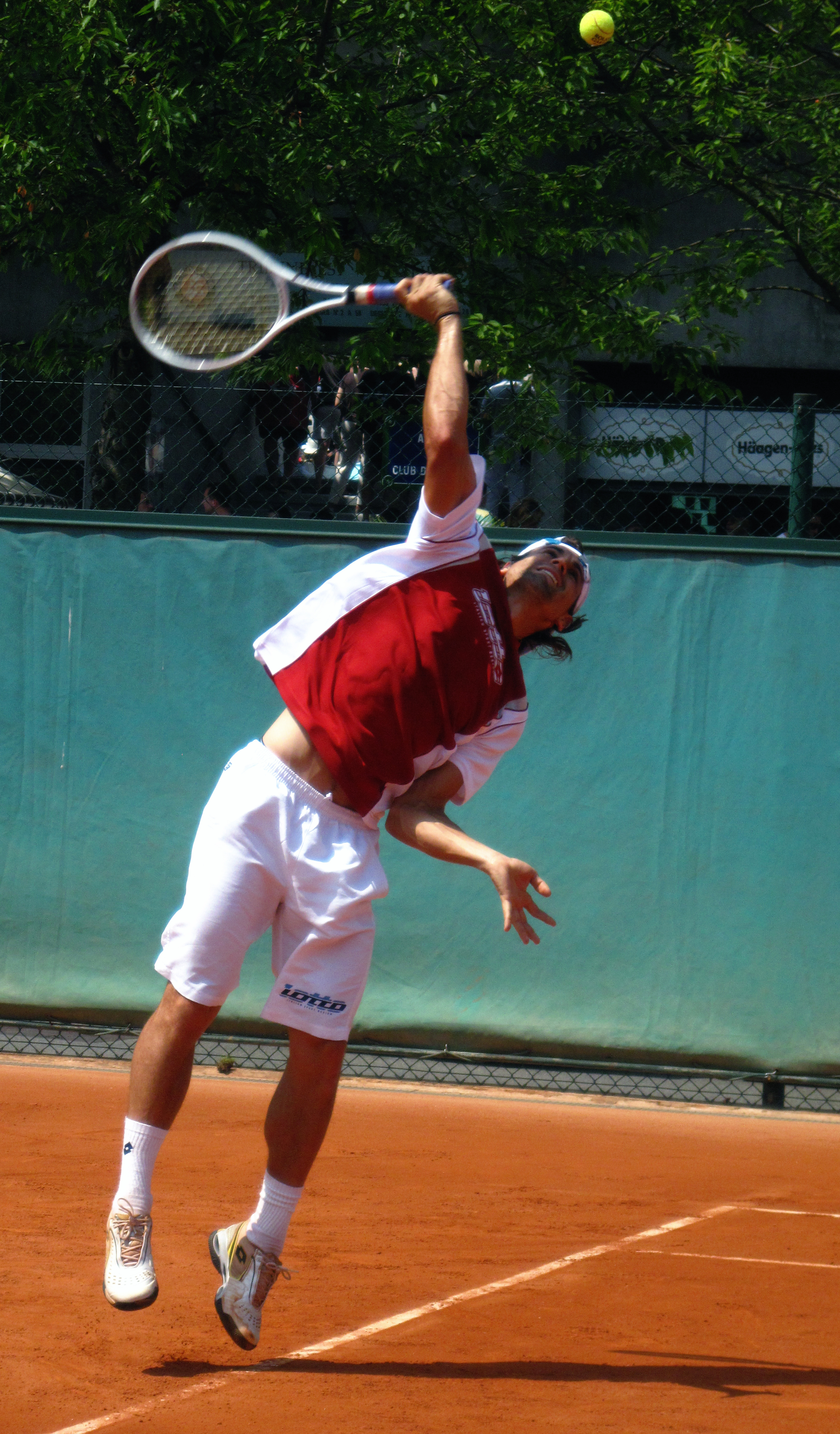
David Ferrer esce in semifinale, la prima qui a Parigi per lui.

Nel torneo del singolare maschile il maiorchino Rafael Nadal ha sconfitto il connazionale David Ferrer per 6-2 6-2 6-1.
Il serbo Novak Đoković ha sconfitto lo svizzero Roger Federer che non è riuscito a vincere un set ed è uscito sconfitto con il punteggio di 6-4 7-5 6-3 dopo 64 minuti di partita.
Sara Errani e Roberta Vinci hanno vinto il titolo di doppio femminile battendo in finale le russe Marija Kirilenko e Nadia Petrova con il punteggio di 4-6, 6-4, 6-2.
| Incontri sui campi principali                         | Incontri sui campi principali                         | Incontri sui campi principali                         | Incontri sui campi principali                         |
| Incontri sul Court Philippe Chatrier (Campo centrale) | Incontri sul Court Philippe Chatrier (Campo centrale) | Incontri sul Court Philippe Chatrier (Campo centrale) | Incontri sul Court Philippe Chatrier (Campo centrale) |
| Turno                                                 | Vincitore                                             | Perdente                                              | Punteggio                                             |
| ----------------------------------------------------- | ----------------------------------------------------- | ----------------------------------------------------- | ----------------------------------------------------- |
| Semifinali singolare maschile                         | Rafael Nadal [2]                                      | David Ferrer [6]                                      | 6-2, 6-2, 6-1                                         |
| Semifinali singolare maschile                         | Novak Đoković [1]                                     | Roger Federer [3]                                     | 6-4, 7-5, 6-3                                         |
| Incontri sul Court Suzanne Lenglen (Grandstand)       |                                                       |                                                       |                                                       |
| Turno                                                 | Vincitore                                             | Perdente                                              | Punteggio                                             |
| Doppio leggende over 45                               | Peter McNamara Mark Woodforde                         | Mansour Bahrami Thomas Muster                         | 5-7, 6-2, [10-5]                                      |
| Doppio leggende under 45                              | Thomas Enqvist Todd Woodbridge                        | Sergi Bruguera Richard Krajicek                       | 3-6, 6-3, [10-5]                                      |
| Finale doppio femminile                               | Sara Errani [4] Roberta Vinci [4]                     | Marija Kirilenko [7] Nadia Petrova [7]                | 4-6, 6-4, 6-2                                         |

- Teste di serie eliminate:
  - Singolare maschile:  Roger Federer (3),  David Ferrer (6)
  - Doppio femminile:  Marija Kirilenko /  Nadia Petrova (7)

### 9 giugno (14º giorno)
Nella 14ª giornata si sono giocati la finale del singolare femminile e del doppio maschile. Sono andati avanti i tornei riservati alla categoria juniores e quelli riservati alle leggende del tennis del passato in base al programma della giornata

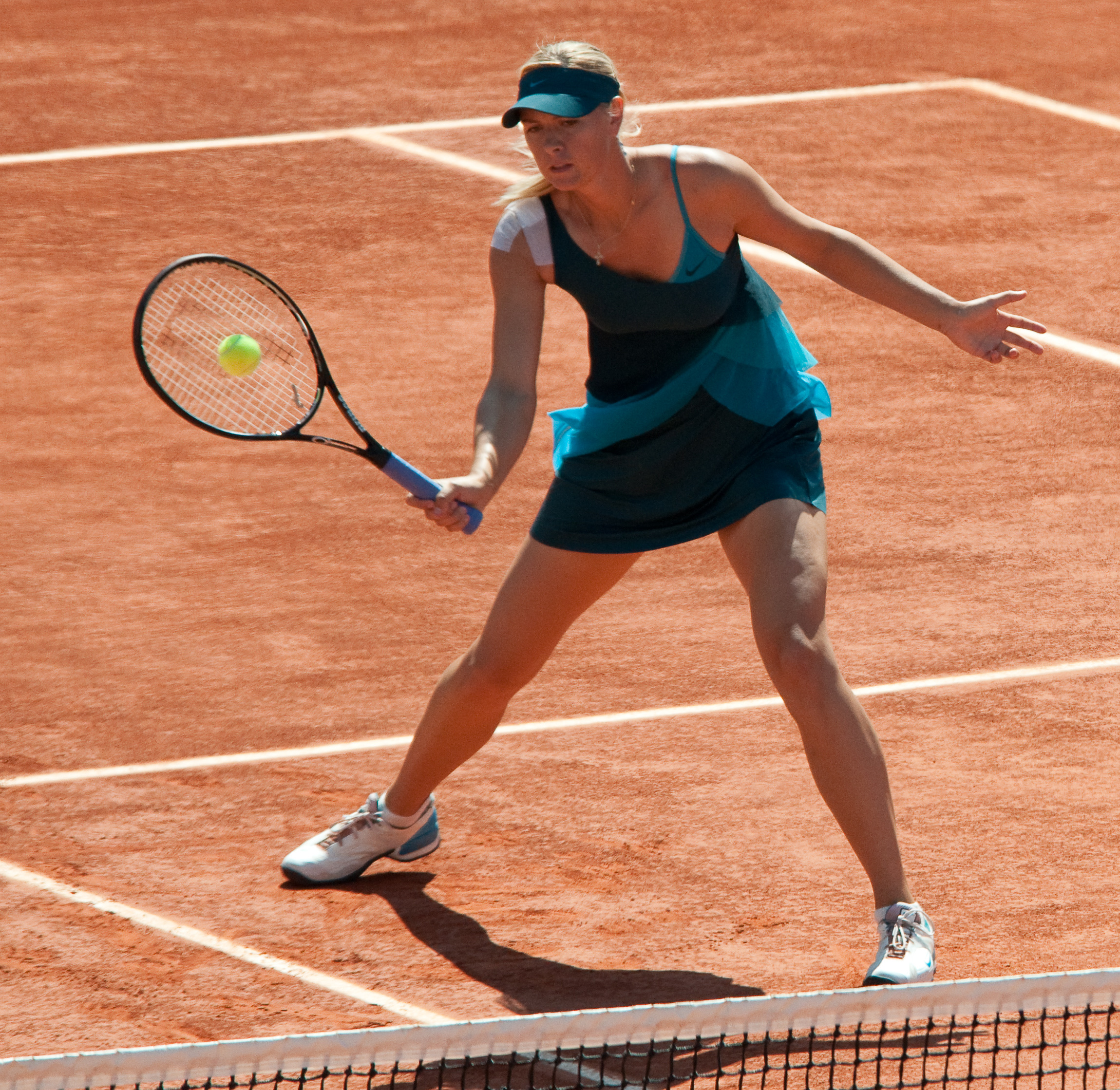
Marija Šarapova vince per la 1ª volta il Roland Garros

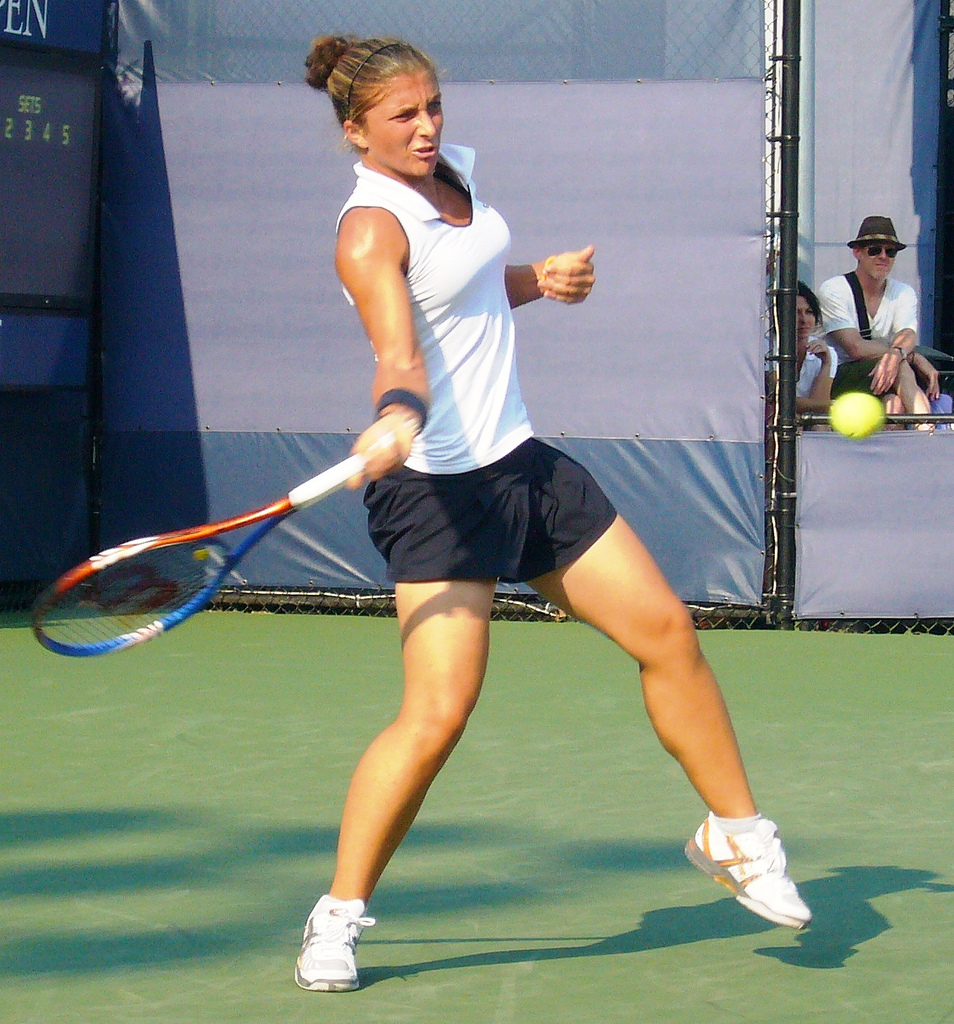
Sara Errani perde la sua prima finale in uno Slam

Nel torneo del singolare femminile larussa Marija Šarapova è riuscita a conquistare per la prima volta il titolo del Roland Garros battendo in finale l'italiana Sara Errani per 6-3 6-2. Con questo successo la Šarapova ha completato il Career Grand Slam, ossia la vittoria dei 4 tornei del Grande Slam nel corso della carriera.

#### Statistiche della finale femminile
| 9 giugno 2012 15:00 Finale femminile | Marija Šarapova (2) | 2 – 0 6-3, 6-2 | Sara Errani (21) | Court Philippe Chatrier, Parigi spettatori: 15.000 Giudice di sedia: Alison Lang |

|     |                         |     |  |
| 60% | Prime di servizio       | 79% |  |
|     |                         |     |  |
| 5   | Doppi falli             | 1   |  |
|     |                         |     |  |
| 29  | Errori gratuiti         | 11  |  |
|     |                         |     |  |
| 37  | Vincenti                | 12  |  |
|     |                         |     |  |
| 6   | Aces                    | 0   |  |
|     |                         |     |  |
| 69% | Vincenti 1ª di servizio | 46% |  |
|     |                         |     |  |
| 56% | Vincenti 2ª di servizio | 38% |  |
|     |                         |     |  |
| 71  | Punti totali            | 50  |  |
|     |                         |     |  |
|     |                         |     |  |

| Incontri sui campi principali                         | Incontri sui campi principali                         | Incontri sui campi principali                         | Incontri sui campi principali                         |
| Incontri sul Court Philippe Chatrier (Campo centrale) | Incontri sul Court Philippe Chatrier (Campo centrale) | Incontri sul Court Philippe Chatrier (Campo centrale) | Incontri sul Court Philippe Chatrier (Campo centrale) |
| Turno                                                 | Vincitore                                             | Perdente                                              | Punteggio                                             |
| ----------------------------------------------------- | ----------------------------------------------------- | ----------------------------------------------------- | ----------------------------------------------------- |
| Finale singolare femminile                            | Marija Šarapova [2]                                   | Sara Errani [21]                                      | 6-3, 6-2                                              |
| Finale doppio maschile                                | Maks Mirny [1] Daniel Nestor [1]                      | Bob Bryan [2] Mike Bryan [2]                          | 6-4, 6-4                                              |
| Incontri sul Court Suzanne Lenglen (Grandstand)       |                                                       |                                                       |                                                       |
| Turno                                                 | Vincitore                                             | Perdente                                              | Punteggio                                             |
| Finale doppio leggende femminile                      | Lindsay Davenport Martina Hingis                      | Martina Navrátilová Jana Novotná                      | 6-4, 6-4                                              |
| Doppio leggende over 45                               | John McEnroe Patrick McEnroe                          | Mikael Pernfors Mats Wilander                         | 65-7, 6-2, [10-5]                                     |

- Teste di serie eliminate:
  - Singolare femminile:  Sara Errani (21).
  - Doppio maschile:  Bob Bryan /  Mike Bryan (2).

### 10 giugno (15º giorno)
Nella 15ª giornata sono terminati i tornei riservati alla categoria juniores e quelli riservati alle leggende del tennis del passato in base al programma della giornata. La finale del singolare maschile è stata interrotta e posticipata al giorno successivo a causa della pioggia.

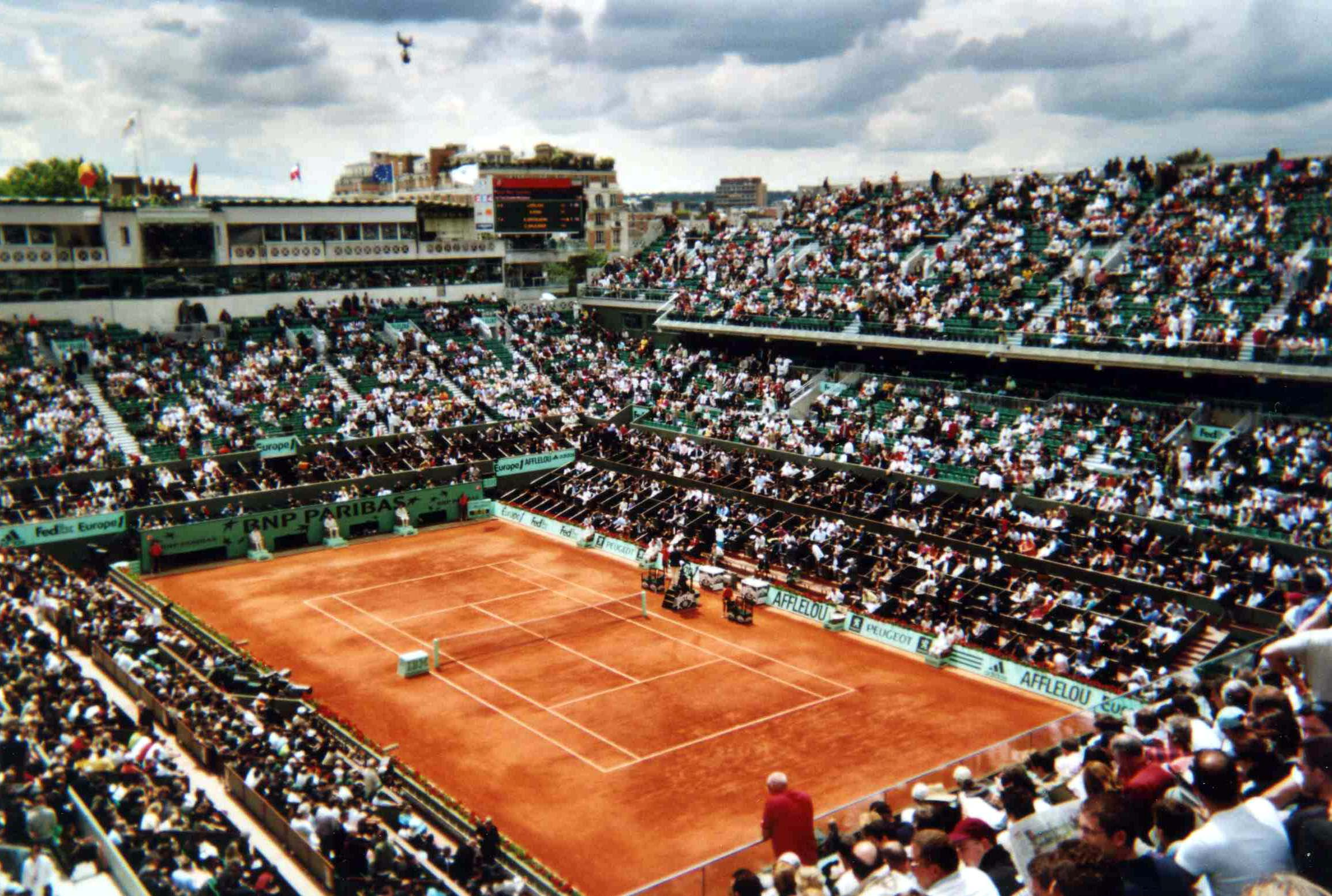
Nuvole sul centrale del Roland Garros

| Incontri sui campi principali                         | Incontri sui campi principali                         | Incontri sui campi principali                         | Incontri sui campi principali                         |
| Incontri sul Court Philippe Chatrier (Campo centrale) | Incontri sul Court Philippe Chatrier (Campo centrale) | Incontri sul Court Philippe Chatrier (Campo centrale) | Incontri sul Court Philippe Chatrier (Campo centrale) |
| Turno                                                 | Vincitore                                             | Perdente                                              | Punteggio                                             |
| ----------------------------------------------------- | ----------------------------------------------------- | ----------------------------------------------------- | ----------------------------------------------------- |
| Finale singolare maschile                             | Rafael Nadal [2] vs. Novak Đoković [1]                | Rafael Nadal [2] vs. Novak Đoković [1]                | 6-4, 6-3, 2-6, 1-2 sosp.                              |
| Incontri sul Court Suzanne Lenglen (Grandstand)       |                                                       |                                                       |                                                       |
| Turno                                                 | Vincitore                                             | Perdente                                              | Punteggio                                             |
| Doppio leggende over 45                               | John McEnroe Patrick McEnroe                          | Guy Forget Henri Leconte                              | 7-65, 6-3                                             |
| Doppio leggende under 45                              | Albert Costa Carlos Moyá                              | Thomas Enqvist Todd Woodbridge                        | 6-2, 6-1                                              |

- Teste di serie eliminate:
  - Singolare maschile: Nessuna

### 11 giugno (16º giorno)
Nella 16ª e ultima giornata si è giocato la prosecuzione della finale del singolare maschile in base al programma della giornata

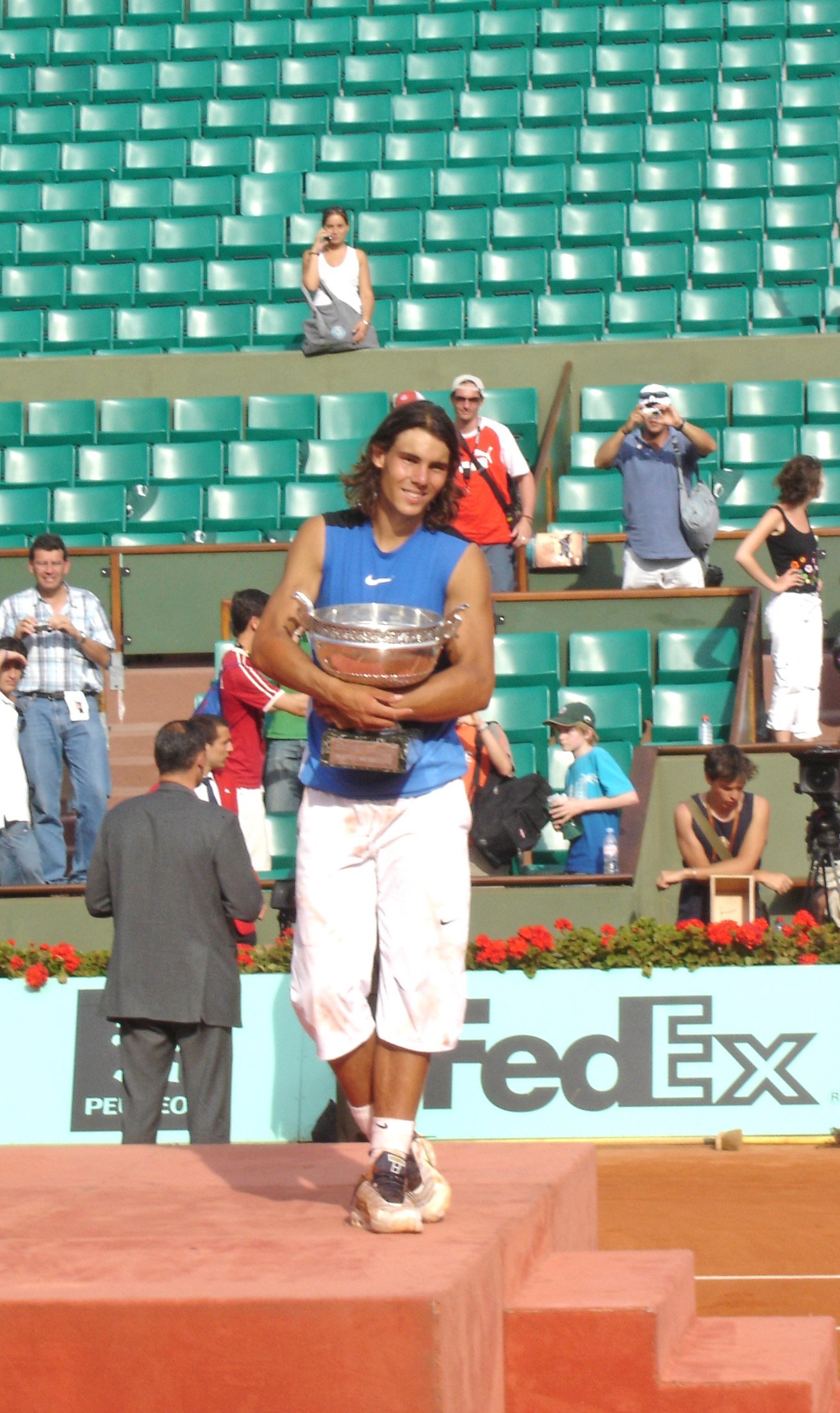
Rafael Nadal con la Coppa dei Moschettieri

Nel torneo del singolare maschile lo spagnolo Rafael Nadal si è aggiudicato il settimo titolo della sua carriera al Roland Garros sconnfiggendo il serbo Novak Đoković per 6-4 6-3 2-6 7-5 in 3 ore e 49 minuti di gioco. Per Nadal si tratta dell'11º titolo del Grande Slam della sua carriera.

#### Statistiche della finale maschile
| 10-11 giugno 2010 15:00 e 13:00 Finale maschile | Rafael Nadal [2] | 3 – 1 6-4, 6-3, 2-6, 7-5 | Novak Đoković [1] | Court Philippe Chatrier, Parigi spettatori: 15.000 Giudice di sedia: Damien Dumusois |

|     |                         |     |  |
| 62% | Prime di servizio       | 59% |  |
|     |                         |     |  |
| 4   | Doppi falli             | 4   |  |
|     |                         |     |  |
| 29  | Errori gratuiti         | 53  |  |
|     |                         |     |  |
| 34  | Vincenti                | 39  |  |
|     |                         |     |  |
| 4   | Aces                    | 3   |  |
|     |                         |     |  |
| 62% | Vincenti 1ª di servizio | 62% |  |
|     |                         |     |  |
| 53% | Vincenti 2ª di servizio | 44% |  |
|     |                         |     |  |
| 125 | Punti totali            | 116 |  |
|     |                         |     |  |
|     |                         |     |  |

| Incontri sui campi principali                         | Incontri sui campi principali                         | Incontri sui campi principali                         | Incontri sui campi principali                         |
| Incontri sul Court Philippe Chatrier (Campo centrale) | Incontri sul Court Philippe Chatrier (Campo centrale) | Incontri sul Court Philippe Chatrier (Campo centrale) | Incontri sul Court Philippe Chatrier (Campo centrale) |
| Turno                                                 | Vincitore                                             | Perdente                                              | Punteggio                                             |
| ----------------------------------------------------- | ----------------------------------------------------- | ----------------------------------------------------- | ----------------------------------------------------- |
| Finale singolare maschile                             | Rafael Nadal [2]                                      | Novak Đoković [1]                                     | 6-4, 6-3, 2-6, 7-5 *                                  |

* Partita ripresa dal 2-1 con break in favore di Ðoković nel 4º set
- Teste di serie eliminate:
  - Singolare maschile:  Novak Đoković (1)

## Seniors

### Singolare maschile
Rafael Nadal ha battuto in finale  Novak Đoković con il punteggio di 6–4, 6–3, 2–6, 7–5.
- È il settimo titolo all'Open di Francia per Rafael Nadal, il quarto nell'anno e il cinquantesimo in carriera.

### Singolare femminile
Marija Šarapova ha battuto in finale  Sara Errani con il punteggio di 6–3, 6–2.
- È il terzo titolo dell'anno per Šarapova, il 27° in carriera, il quarto Slam.

### Doppio maschile
Maks Mirny /  Daniel Nestor hanno sconfitto in finale  Bob Bryan /  Mike Bryan con il punteggio di 6–4, 6–4.
- È il quarto titolo all'Open di Francia per Mirnyi e Nestor.

### Doppio femminile
Sara Errani /  Roberta Vinci hanno sconfitto in finale  Marija Kirilenko /  Nadia Petrova con il punteggio di 4–6, 6–4, 6–2.
- È il primo torneo dello Slam per le tenniste italiane, il sesto quest'anno, l'undicesimo in coppia.

### Doppio misto
Sania Mirza /  Mahesh Bhupathi hanno sconfitto in finale  Klaudia Jans-Ignacik /  Santiago González con il punteggio di 7–6(3), 6–1.
- È il secondo titolo dello Slam per la coppia indiana.

## Junior

### Singolare ragazzi
Kimmer Coppejans ha sconfitto in finale  Filip Peliwo con il punteggio di 6–1, 6–4.

### Singolare ragazze
Annika Beck ha sconfitto in finale  Anna Schmiedlová con il punteggio di 3–6, 7–5, 6–3.

### Doppio ragazzi
Andrew Harris /  Nick Kyrgios hanno sconfitto in finale  Adam Pavlásek /  Václav Šafránek con il punteggio di 6–4, 2–6, [10–7].

### Doppio ragazze
Dar'ja Gavrilova /  Irina Chromačëva hanno sconfitto in finale  Montserrat González /  Beatriz Haddad Maia con il punteggio di 4–6, 6–4, [10–8].

## Tennisti in carrozzina

### Singolare maschile carrozzina
Stéphane Houdet ha battuto in finale  Shingo Kunieda con il punteggio di 6–2, 2–6, 7–6(6).

### Singolare femminile carrozzina
Esther Vergeer ha sconfitto  Aniek van Koot con il punteggio di 6–0, 6–0.
- Vergeer ha vinto il suo sesto Open di Francia consecutivo ed il 21 titolo in singolare del Grande Slam.

### Doppio maschile carrozzina
Frédéric Cattaneo /  Shingo Kunieda hanno sconfitto in finale  Michael Jeremiasz /  Stefan Olsson con il punteggio di 3–6, 7–6(3), [10–6].

### Doppio femminile carrozzina
Marjolein Buis /  Esther Vergeer hanno sconfitto in finale  Sabine Ellerbrock /  Yui Kamiji con il punteggio di 6–0, 6–1.

## Leggende

### Doppio leggende under 45
Albert Costa /  Carlos Moyá hanno sconfitto in finale  Thomas Enqvist /  Todd Woodbridge con il punteggio di 6–2, 6–1.

### Doppio leggende over 45
John McEnroe /  Patrick McEnroe hanno sconfitto in finale  Guy Forget /  Henri Leconte con il punteggio di 7–6(5), 6–3.

### Doppio leggende femminile
Lindsay Davenport /  Martina Hingis hanno sconfitto in finale  Martina Navrátilová /  Jana Novotná con il punteggio di 6–4, 6–4.

## Teste di serie nel singolare
La seguente tabella illustra le teste di serie dei tornei di singolare, assegnate in base al ranking del 21 maggio 2012, i giocatori che non hanno partecipato per infortunio, quelli che sono stati eliminati, e i loro punteggi nelle classifiche ATP e WTA al 28 maggio 2012 e all'11 giugno 2012.
| Legenda colori             |
| Vincitore                  |
| Finalista                  |
| Semifinalista              |
| Quarti di finale           |
| Eliminati a 1T, 2T, 3T, 4T |
| Non partecipa              |

### Classifica singolare maschile
| Testa di serie | Ranking | Giocatore             | Punti | Punti da difendere | Punti conquistati | Nuovo punteggio | Situazione                                |
| -------------- | ------- | --------------------- | ----- | ------------------ | ----------------- | --------------- | ----------------------------------------- |
| 1              | 1       | Novak Đoković         | 11800 | 720                | 1200              | 12280           | Sconfitto in finale da Rafael Nadal       |
| 2              | 2       | Rafael Nadal          | 10060 | 2000               | 2000              | 10060           | Vittoria in finale contro Novak Đoković   |
| 3              | 3       | Roger Federer         | 9790  | 1200               | 720               | 9310            | Eliminato in SF da Novak Đoković          |
| 4              | 4       | Andy Murray           | 7500  | 720                | 360               | 7140            | Eliminato ai QF da David Ferrer           |
| 5              | 5       | Jo-Wilfried Tsonga    | 4965  | 90                 | 360               | 5235            | Eliminato ai QF da Novak Đoković          |
| 6              | 6       | David Ferrer          | 4640  | 180                | 720               | 5180            | Eliminato in SF da Rafael Nadal           |
| 7              | 7       | Tomáš Berdych         | 4515  | 10                 | 180               | 4685            | Eliminato al 4T da Juan Martín del Potro  |
| 8              | 8       | Janko Tipsarević      | 3110  | 90                 | 180               | 3200            | Eliminato al 4T da Nicolás Almagro        |
| 9              | 9       | Juan Martín del Potro | 2910  | 90                 | 360               | 3180            | Eliminato ai QF da Roger Federer          |
| N/A            | 10      | Mardy Fish            | 2625  | 90                 | 0                 | 2535            | Non partecipa per stanchezza              |
| 10             | 11      | John Isner            | 2665  | 10                 | 45                | 2700            | Eliminato al 2T da Paul-Henri Mathieu     |
| 11             | 12      | Gilles Simon          | 2535  | 180                | 90                | 2445            | Eliminato al 3T da Stan Wawrinka          |
| N/A            | 13      | Gaël Monfils          | 2165  | 360                | 0                 | 1805            | Non partecipa per problemi al ginocchio   |
| 12             | 14      | Nicolás Almagro       | 2255  | 10                 | 360               | 2605            | Eliminato ai QF da Rafael Nadal           |
| 13             | 15      | Juan Mónaco           | 1945  | 10                 | 180               | 2115            | Eliminato al 4T da Rafael Nadal           |
| 14             | 16      | Fernando Verdasco     | 1765  | 90                 | 90                | 1765            | Eliminato al 3T da Andreas Seppi          |
| 15             | 17      | Feliciano López       | 1725  | 10                 | 10                | 1725            | Ritirato al 1T contro Florent Serra       |
| N/A            | 18      | Kei Nishikori         | 1690  | 45                 | 0                 | 1645            | Non partecipa per infortunio allo stomaco |
| 16             | 19      | Aleksandr Dolhopolov  | 1665  | 90                 | 10                | 1585            | Eliminato al 1T da Serhij Stachovs'kyj    |
| 17             | 20      | Richard Gasquet       | 1600  | 180                | 180               | 1600            | Eliminato al 4T da Andy Murray            |
| 18             | 21      | Stan Wawrinka         | 1505  | 180                | 180               | 1505            | Eliminato al 4T da Jo-Wilfried Tsonga     |
| 19             | 22      | Milos Raonic          | 1460  | 10                 | 90                | 1540            | Eliminato al 3T da Juan Mónaco            |
| 20             | 23      | Marcel Granollers     | 1385  | 45                 | 180               | 1520            | Eliminato al 4T da David Ferrer           |
| 21             | 24      | Marin Čilić           | 1380  | 10                 | 90                | 1460            | Eliminato al 3T da Juan Martín del Potro  |
| 22             | 25      | Andreas Seppi         | 1355  | 45                 | 180               | 1490            | Eliminato al 4T da Novak Đoković          |
| 23             | 26      | Radek Štěpánek        | 1340  | 10                 | 10                | 1340            | Eliminato al 1T da David Goffin           |
| 24             | 27      | Philipp Kohlschreiber | 1345  | 10                 | 45                | 1380            | Eliminato al 2T da Leonardo Mayer         |
| 25             | 28      | Bernard Tomić         | 1240  | 10                 | 45                | 1275            | Eliminato al 2T da Santiago Giraldo       |
| 26             | 29      | Andy Roddick          | 1225  | 0                  | 10                | 1235            | Eliminato al 1T da Nicolas Mahut          |
| 27             | 30      | Michail Južnyj        | 1210  | 90                 | 90                | 1210            | Eliminato al 3T da David Ferrer           |
| 28             | 31      | Viktor Troicki        | 1195  | 180                | 45                | 1060            | Eliminato al 2T da Fabio Fognini          |
| 29             | 32      | Julien Benneteau      | 1190  | 45                 | 90                | 1235            | Eliminato al 3T da Janko Tipsarević       |
| 30             | 33      | Jürgen Melzer         | 1182  | 45                 | 10                | 1147            | Eliminato al 1T da Michael Berrer         |
| 31             | 34      | Kevin Anderson        | 1170  | 45                 | 90                | 1215            | Eliminato al 3T da Tomáš Berdych          |
| 32             | 35      | Florian Mayer         | 1150  | 45                 | 45                | 1150            | Eliminato al 2T da Eduardo Schwank        |

### Classifica singolare femminile
| Testa di serie | Ranking | Giocatrice               | Punti | Punti da difendere | Punti conquistati | Nuovo punteggio | Situazione                                     |
| -------------- | ------- | ------------------------ | ----- | ------------------ | ----------------- | --------------- | ---------------------------------------------- |
| 1              | 1       | Viktoryja Azaranka       | 9020  | 500                | 280               | 8800            | Eliminata al 4T da Dominika Cibulková          |
| 2              | 2       | Marija Šarapova          | 8390  | 900                | 2000              | 9490            | Vittoria in finale contro Sara Errani          |
| 3              | 3       | Agnieszka Radwańska      | 7350  | 280                | 160               | 7230            | Eliminata al 3T da Svetlana Kuznecova          |
| 4              | 4       | Petra Kvitová            | 6275  | 280                | 900               | 6895            | Eliminata in SF da Marija Šarapova             |
| 5              | 5       | Serena Williams          | 5695  | 0                  | 5                 | 5700            | Eliminata al 1T da Virginie Razzano            |
| 6              | 6       | Samantha Stosur          | 5440  | 280                | 900               | 6060            | Eliminata in SF da Sara Errani                 |
| 7              | 7       | Li Na                    | 4965  | 2000               | 280               | 3245            | Eliminata al 4T da Jaroslava Švedova           |
| 8              | 8       | Marion Bartoli           | 4870  | 900                | 100               | 4075            | Eliminata al 2T da Petra Martić                |
| 9              | 9       | Caroline Wozniacki       | 4586  | 160                | 160               | 4586            | Eliminata al 3T da Kaia Kanepi                 |
| 10             | 10      | Angelique Kerber         | 3560  | 5                  | 500               | 4055            | Eliminata ai QF da Sara Errani                 |
| 11             | 11      | Vera Zvonarëva           | 3440  | 280                | 0                 | 3160            | Ritirata infortunio alla spalla                |
| 12             | 12      | Sabine Lisicki           | 3012  | 100                | 5                 | 2917            | Eliminata al 1T da Bethanie Mattek-Sands       |
| 13             | 13      | Ana Ivanović             | 2975  | 5                  | 160               | 3130            | Eliminata al 3T da Sara Errani                 |
| 14             | 14      | Francesca Schiavone      | 3160  | 1400               | 160               | 1920            | Eliminata al 3T da Varvara Lepchenko           |
| N/A            | 15      | Andrea Petković          | 2921  | 500                | 0                 | 2421            | Non partecipa per infortunio alla caviglia     |
| 15             | 16      | Dominika Cibulková       | 2685  | 5                  | 500               | 3180            | Eliminata ai QF da Samantha Stosur             |
| 16             | 17      | Marija Kirilenko         | 2475  | 280                | 100               | 2295            | Eliminata al 2T da Klára Koukalová             |
| N/A            | 18      | Daniela Hantuchová       | 2355  | 280                | 0                 | 2075            | Non partecipa per infortunio al piede          |
| 17             | 19      | Roberta Vinci            | 2320  | 160                | 5                 | 2165            | Eliminata al 1T da Sofia Arvidsson             |
| 18             | 20      | Flavia Pennetta          | 2315  | 5                  | 160               | 2470            | Eliminata al 3T da Angelique Kerber            |
| 19             | 21      | Jelena Janković          | 2260  | 280                | 100               | 2080            | Eliminata al 2T da Varvara Lepchenko           |
| 20             | 22      | Lucie Šafářová           | 2215  | 100                | 100               | 2215            | Eliminata al 2T da María José Martínez Sánchez |
| 21             | 23      | Sara Errani              | 2050  | 100                | 1400              | 3350            | Sconfitta in finale da Marija Šarapova         |
| 22             | 24      | Anastasija Pavljučenkova | 2021  | 500                | 160               | 1681            | Eliminata al 3T da Klára Koukalová             |
| 23             | 25      | Kaia Kanepi              | 2179  | 160                | 500               | 2519            | Eliminata ai QF da Marija Šarapova             |
| 24             | 26      | Petra Cetkovská          | 1955  | (70)               | 100               | 1985            | Eliminata al 2T da Mathilde Johansson          |
| 25             | 27      | Julia Görges             | 1945  | 160                | 160               | 1945            | Eliminata al 3T da Arantxa Rus                 |
| 26             | 28      | Svetlana Kuznecova       | 1931  | 500                | 280               | 1711            | Eliminata al 4T da Sara Errani                 |
| 27             | 29      | Nadia Petrova            | 1850  | 5                  | 160               | 2005            | Eliminata al 3T da Samantha Stosur             |
| 28             | 30      | Peng Shuai               | 1800  | 160                | 160               | 1800            | Eliminata al 3T da Marija Šarapova             |
| 29             | 31      | Anabel Medina Garrigues  | 1775  | 100                | 160               | 1835            | Eliminata al 3T da Petra Martić                |
| 30             | 32      | Mona Barthel             | 1762  | 160                | 5                 | 1607            | Eliminata al 1T da Lauren Davis                |
| 31             | 33      | Zheng Jie                | 1730  | 100                | 100               | 1730            | Eliminata al 2T da Aleksandra Wozniak          |
| 32             | 34      | Monica Niculescu         | 1745  | 5                  | 5                 | 1745            | Eliminata al 1T da Nina Bratčikova             |
| N/A            | 142     | Jaroslava Švedova        | 465   | 5                  | 500               | 960             | Eliminata ai QF da Petra Kvitová               |

## Punti e montepremi
Il montepremi complessivo è di 18.718.000 €.
| Torneo              | Torneo              | V         | F       | SF      | QF      | 4T     | 3T     | 2T     | 1T     | Q  | Q3    | Q2    | Q1    |
| Singolare maschile  | Punti               | 2000      | 1200    | 720     | 360     | 180    | 90     | 45     | 10     | 25 | 16    | 8     | 0     |
| Singolare maschile  | Premi in denaro (€) | 1.250.000 | 625.000 | 310.000 | 155.000 | 80.000 | 47.000 | 28.000 | 18.000 | –  | 9.000 | 4.500 | 2.500 |
| Doppio maschile     | Punti               | 2000      | 1200    | 720     | 360     | 180    | 90     | 0      | –      | –  | –     | –     | –     |
| Doppio maschile     | Premi in denaro (€) | 340.000   | 170.000 | 85.000  | 43.000  | 23.000 | 12.000 | 8.000  | –      | –  | –     | –     | –     |
| Singolare femminile | Punti               | 2000      | 1400    | 900     | 500     | 280    | 160    | 100    | 5      | 60 | 50    | 40    | 2     |
| Singolare femminile | Premi in denaro (€) | 1.250.000 | 625.000 | 310.000 | 155.000 | 80.000 | 47.000 | 28.000 | 18.000 | –  | 9.000 | 4.500 | 2.500 |
| Doppio femminile    | Punti               | 2000      | 1400    | 900     | 500     | 280    | 160    | 5      | –      | –  | –     | –     | –     |
| Doppio femminile    | Premi in denaro (€) | 340.000   | 170.000 | 85.000  | 43.000  | 23.000 | 12.000 | 8.000  | –      | –  | –     | –     | –     |
| Doppio misto        | Punti               | –         | –       | –       | –       | –      | –      | –      | –      | –  | –     | –     | –     |
| Doppio misto        | Premi in denaro (€) | 100.000   | 50.000  | 25.000  | 13.000  | 7.000  | 3.500  | –      | –      | –  | –     | –     | –     |